# 2014年の日本
2014年の日本（2014ねんのにほん）では、2014年（平成26年）の日本の出来事・流行・世相などについてまとめる。

## 他の紀年法
日本では、西暦の他にも以下の紀年法を使用している。なお、以下の紀年法は西暦と月日が一致している。
- 元号
  - 平成26年
- 神武天皇即位紀元
  - 皇紀2674年
- 干支
  - 甲午（きのえ うま）

## カレンダー
| 1月 |    |    |    |    |    |    |
| 日  | 月 | 火 | 水 | 木 | 金 | 土 |
|     |    |    | 1  | 2  | 3  | 4  |
| 5   | 6  | 7  | 8  | 9  | 10 | 11 |
| 12  | 13 | 14 | 15 | 16 | 17 | 18 |
| 19  | 20 | 21 | 22 | 23 | 24 | 25 |
| 26  | 27 | 28 | 29 | 30 | 31 |    |
|     |    |    |    |    |    |    |

| 2月 |    |    |    |    |    |    |
| 日  | 月 | 火 | 水 | 木 | 金 | 土 |
|     |    |    |    |    |    | 1  |
| 2   | 3  | 4  | 5  | 6  | 7  | 8  |
| 9   | 10 | 11 | 12 | 13 | 14 | 15 |
| 16  | 17 | 18 | 19 | 20 | 21 | 22 |
| 23  | 24 | 25 | 26 | 27 | 28 |    |
|     |    |    |    |    |    |    |

| 3月 |    |    |    |    |    |    |
| 日  | 月 | 火 | 水 | 木 | 金 | 土 |
|     |    |    |    |    |    | 1  |
| 2   | 3  | 4  | 5  | 6  | 7  | 8  |
| 9   | 10 | 11 | 12 | 13 | 14 | 15 |
| 16  | 17 | 18 | 19 | 20 | 21 | 22 |
| 23  | 24 | 25 | 26 | 27 | 28 | 29 |
| 30  | 31 |    |    |    |    |    |
|     |    |    |    |    |    |    |

| 4月 |    |    |    |    |    |    |
| 日  | 月 | 火 | 水 | 木 | 金 | 土 |
|     |    | 1  | 2  | 3  | 4  | 5  |
| 6   | 7  | 8  | 9  | 10 | 11 | 12 |
| 13  | 14 | 15 | 16 | 17 | 18 | 19 |
| 20  | 21 | 22 | 23 | 24 | 25 | 26 |
| 27  | 28 | 29 | 30 |    |    |    |
|     |    |    |    |    |    |    |

| 5月 |    |    |    |    |    |    |
| 日  | 月 | 火 | 水 | 木 | 金 | 土 |
|     |    |    |    | 1  | 2  | 3  |
| 4   | 5  | 6  | 7  | 8  | 9  | 10 |
| 11  | 12 | 13 | 14 | 15 | 16 | 17 |
| 18  | 19 | 20 | 21 | 22 | 23 | 24 |
| 25  | 26 | 27 | 28 | 29 | 30 | 31 |
|     |    |    |    |    |    |    |

| 6月 |    |    |    |    |    |    |
| 日  | 月 | 火 | 水 | 木 | 金 | 土 |
| 1   | 2  | 3  | 4  | 5  | 6  | 7  |
| 8   | 9  | 10 | 11 | 12 | 13 | 14 |
| 15  | 16 | 17 | 18 | 19 | 20 | 21 |
| 22  | 23 | 24 | 25 | 26 | 27 | 28 |
| 29  | 30 |    |    |    |    |    |
|     |    |    |    |    |    |    |

| 7月 |    |    |    |    |    |    |
| 日  | 月 | 火 | 水 | 木 | 金 | 土 |
|     |    | 1  | 2  | 3  | 4  | 5  |
| 6   | 7  | 8  | 9  | 10 | 11 | 12 |
| 13  | 14 | 15 | 16 | 17 | 18 | 19 |
| 20  | 21 | 22 | 23 | 24 | 25 | 26 |
| 27  | 28 | 29 | 30 | 31 |    |    |
|     |    |    |    |    |    |    |

| 8月 |    |    |    |    |    |    |
| 日  | 月 | 火 | 水 | 木 | 金 | 土 |
|     |    |    |    |    | 1  | 2  |
| 3   | 4  | 5  | 6  | 7  | 8  | 9  |
| 10  | 11 | 12 | 13 | 14 | 15 | 16 |
| 17  | 18 | 19 | 20 | 21 | 22 | 23 |
| 24  | 25 | 26 | 27 | 28 | 29 | 30 |
| 31  |    |    |    |    |    |    |
|     |    |    |    |    |    |    |

| 9月 |    |    |    |    |    |    |
| 日  | 月 | 火 | 水 | 木 | 金 | 土 |
|     | 1  | 2  | 3  | 4  | 5  | 6  |
| 7   | 8  | 9  | 10 | 11 | 12 | 13 |
| 14  | 15 | 16 | 17 | 18 | 19 | 20 |
| 21  | 22 | 23 | 24 | 25 | 26 | 27 |
| 28  | 29 | 30 |    |    |    |    |
|     |    |    |    |    |    |    |

| 10月 |    |    |    |    |    |    |
| 日   | 月 | 火 | 水 | 木 | 金 | 土 |
|      |    |    | 1  | 2  | 3  | 4  |
| 5    | 6  | 7  | 8  | 9  | 10 | 11 |
| 12   | 13 | 14 | 15 | 16 | 17 | 18 |
| 19   | 20 | 21 | 22 | 23 | 24 | 25 |
| 26   | 27 | 28 | 29 | 30 | 31 |    |
|      |    |    |    |    |    |    |

| 11月 |    |    |    |    |    |    |
| 日   | 月 | 火 | 水 | 木 | 金 | 土 |
|      |    |    |    |    |    | 1  |
| 2    | 3  | 4  | 5  | 6  | 7  | 8  |
| 9    | 10 | 11 | 12 | 13 | 14 | 15 |
| 16   | 17 | 18 | 19 | 20 | 21 | 22 |
| 23   | 24 | 25 | 26 | 27 | 28 | 29 |
| 30   |    |    |    |    |    |    |
|      |    |    |    |    |    |    |

| 12月 |    |    |    |    |    |    |
| 日   | 月 | 火 | 水 | 木 | 金 | 土 |
|      | 1  | 2  | 3  | 4  | 5  | 6  |
| 7    | 8  | 9  | 10 | 11 | 12 | 13 |
| 14   | 15 | 16 | 17 | 18 | 19 | 20 |
| 21   | 22 | 23 | 24 | 25 | 26 | 27 |
| 28   | 29 | 30 | 31 |    |    |    |
|      |    |    |    |    |    |    |

## 在職者
- 天皇: 明仁
- 内閣総理大臣: 安倍晋三（自由民主党）
- 内閣官房長官: 菅義偉（自由民主党）
- 最高裁判所長官: 3月31日まで竹﨑博允、4月1日より寺田逸郎
- 衆議院議長: 11月21日まで 伊吹文明（自由民主党）12月24日より町村信孝（自由民主党）
- 参議院議長: 山崎正昭（自由民主党）
- 国会: 第186回 （常会, 1月24日-6月22日）、第187回 （臨時, 9月29日-11月21日）、第188回（特別会 12月24日-12月26日）

## 世相
- 1982年の放送開始以来、お昼の定番として長年親しまれてきた長寿バラエティ番組『森田一義アワー 笑っていいとも!』（フジテレビ系）が3月31日の放送を以って終了。放送期間31年半、放送回数8,054回の歴史に幕を下ろした。同日夜に放送された特別番組『笑っていいとも!グランドフィナーレ 感謝の超特大号』では、総合司会のタモリの他、明石家さんま、とんねるず、ダウンタウン、ウッチャンナンチャン、爆笑問題、ナインティナイン、笑福亭鶴瓶ら滅多に共演しない大御所のお笑いタレントやお笑いコンビが一堂に会し、同じ舞台上で共演を果たしたことで、大きな注目を集めた（#『笑っていいとも!』の終了も参照）。
- STAP細胞に関する騒動では、研究の中心人物である小保方晴子による釈明会見などが開かれ世間からも大きな注目を集めていたが、全体として科学的な視点よりも研究者個人をクローズアップしたり、スキャンダル・バッシング報道が目立っていた。
- 「カープ女子」という言葉が本年のユーキャン新語・流行語大賞のトップテンに入賞したが、この他にも理系女子（リケジョ）や土木系女子（ドボジョ）、こじらせ女子などのように「○○女子」という言葉が流行していた[a 1][a 2]。

### 2014年の流行語
「ダメよ〜ダメダメ」（日本エレキテル連合）、「集団的自衛権」が新語・流行語大賞の年間大賞を受賞した（その他の受賞語は後節「#流行語」も参照）。

### 2014年の漢字
「税」・・・17年ぶりに消費税が増税（5%→8%）され、生活環境などに様々な影響があったことから。

### 周年
- 1月8日 - 平成改元25周年（記念硬貨発行）[c 1]。
- 1月10日 - NHK教育開局55周年
- 1月17日 - 大阪国際空港開港75周年（式典は同月23日）[b 1]。
- 1月25日 - 岸和田中学生虐待事件から10年。
- 1月26日 - モンチッチ誕生40周年[c 2]。
- 1月31日
  - 茨城女子大生殺害事件発生から10年。
  - 毎日新聞社長監禁事件発生から10年。
- 2月1日
  - プリキュアシリーズ放送開始10周年。
  - JR九州門司港駅駅舎（重要文化財）100周年[c 3]。
  - テレビ朝日開局55周年[c 4]。
- 3月1日 - フジテレビ開局55周年。
- 3月13日 - 九州新幹線開業10周年。
- 3月17日 - 安室奈美恵実母殺害事件から15年。
- 4月1日 - 東京メトロ創立10周年[c 5]。
- 4月1日 - 宝塚歌劇団100周年（記念式典は同5日）[c 6]。
- 4月1日 - 日本人の海外渡航自由化50周年[c 7]。
- 4月1日 - NHK大阪放送局教育テレビジョン開局55周年。
- 4月1日 - 成田国際空港株式会社創立10周年。
- 4月6日 - ひょっこりひょうたん島放送50周年[c 8]。
- 4月11日 - 昭憲皇太后没後100周年[c 9]。
- 4月12日 - テレビ東京開局50周年[c 10]。
- 4月14日 - 光市母子殺害事件から15年。
- 4月21日 - 携帯型ゲーム機「ゲームボーイ」発売25周年。
- 4月26日 - 中華航空140便墜落事故から20年[a 3]。
- 5月9日 - 四国八十八箇所霊場開創1200年（日付は善通寺における記念大法要開催日）[c 11]。
- 5月15日 - 東京都江東区豊洲のセブンイレブン日本1号店の開店40周年。
- 6月1日
  - 佐世保小6女児同級生殺害事件から10年。
  - 近畿日本鉄道（近鉄）設立70周年。
- 6月2日 - ユニクロ1号店開店30周年。
- 6月4日 - 静岡空港開港5周年。
- 6月13日 - プロ野球再編問題から10年。
- 6月16日 - 新潟地震から50年。
- 6月27日 - 松本サリン事件から20年[a 4]。
- 7月1日 - 航空自衛隊創設60周年[c 12]。
- 7月13日 - 平成16年7月新潟・福島豪雨発生から10年。
- 7月15日 - ニッポン放送開局60周年。
- 7月20日 - 湖西線開業40周年。
- 7月23日 - 全日空61便ハイジャック事件から15年。
- 8月1日
  - 阪神甲子園球場誕生90周年[c 13]。
  - 「PiTaPa」導入10周年。
- 8月13日 - 沖国大米軍ヘリ墜落事件から10年。
- 9月3日 - 津山小3女児殺害事件から10年。
- 9月4日 - 関西国際空港開港20周年。
- 9月8日 - 池袋通り魔殺人事件から15年。
- 9月9日 - 豊明母子4人殺害事件から10年。
- 9月11日 - 栃木兄弟誘拐殺人事件から10年。
- 9月13日 - 金沢市夫婦強盗殺人事件から10年。
- 9月16日
  - 富士山レーダー完成から50年[a 5]。
  - 日本中央競馬会発足60周年。
- 9月17日 - 東京モノレール開業50周年[c 14]。
- 9月21日 - 大牟田4人殺害事件から10年。
- 9月29日 - 下関通り魔殺人事件から15年。
- 10月1日 - 東海道新幹線開業50周年[b 2]。
- 10月3日 - 日本テレビ制作『ダウンタウンのガキの使いやあらへんで!!』放送開始から25年。
- 10月5日
  - 廿日市女子高生殺害事件から10年。
  - 『サザエさん』アニメ放送開始から45年。
- 10月6日 - 日本の政府開発援助（ODA）開始60周年。
- 10月9日 - 幕張メッセ開場25周年。
- 10月10日
  - 東京オリンピック開催50周年[d 1]。
  - ワンカップ大関発売50周年[c 15]。
- 10月20日
  - 上皇后美智子が傘寿となる80歳の誕生日を迎える。
  - アニメ『ONE PIECE』放送開始15周年。
- 10月23日 - 新潟県中越地震と上越新幹線脱線事故から10年[a 6]。
- 10月25日 - コアラが来日して30周年[a 7]。
- 10月26日 - 桶川ストーカー殺人事件から15年。
- 11月1日 - ハローキティ誕生40周年[c 16]。
- 11月2日 - 読売新聞創刊140周年。
- 11月17日
  - 公明党結党50周年[c 17]。
  - 奈良小1女児殺害事件から10年。
- 11月22日 - 文京区幼女殺人事件から15年。
- 11月28日 - 東名高速飲酒運転事故から15年。
- 11月29日 - 日本放送協会設立90周年。
- 12月1日 - 東京国際空港国内線第2旅客ターミナル開業10周年。
- 12月2日 - ニンテンドーDS発売10周年
- 12月3日 - PlayStation20周年 [c 18]。
- 12月20日 - 東京駅開業100周年[c 19]。
- 12月21日 - 京都小学生殺害事件から15年。
- 12月29日 - 佳子内親王が成人。

## できごと

### 通年
- 2014年1年間に日本を訪れた外国人旅行者が、ビザの大幅緩和や消費税免税制度拡充、円安などの影響で、過去最高だった2013年の1036万4000人を300万人余り上回る過去最高の1341万4000人、比率にして29.4%増となり、訪日外客数と出国日本人数の合計が、1964年の統計開始以来、初めて3000万人を突破した[a 8]。
- 日本国外の企業による日本国内の不動産取引額が1兆円近くと前年の約3倍となり、国内不動産取引額全体の約2割を占め過去最大となった[a 9]。
- 日本国外との総合的な取引状況を表す経常収支は2兆6266億円の黒字で、黒字額は前年比で18.8%減り、4年連続の減少、現行統計が始まった1985年以降で最小となった。経常収支の黒字額はピークであった2007年に比べると約1割程度にまで減少する一方、貿易収支の赤字は4年連続で増加、10兆3637億円と、前年比で4兆5903億円膨らみ、比較可能な1996年以降で最も大きくなった。旅行収支は1251億円の赤字と、赤字額が前年比で5294億円縮み過去最小になった。また、知的財産権等使用料は過去最大の1兆6948億円の黒字、企業の海外子会社の稼ぎを反映する第1次所得収支の黒字は18兆712億円と前年比で1兆5957億円増え、比較可能な1985年以降で過去最大になった[a 10]。さらに、農林水産物・食品の輸出額が、2013年に和食が世界無形文化遺産に登録されたことによる世界的な和食ブームに加え、日本銀行の金融緩和に伴う円安、また福島第一原子力発電所事故以降日本からの食品輸入を規制していた国との交渉の結果規制撤廃に至るなどした結果、1955年に統計を取り始めて以来初めて6000億円を突破し6117億円となった[a 11]。

### 1月
- 1月1日
  - 岩手県岩手郡滝沢村が市制施行、滝沢市に移行。
  - 行政手続における特定の個人を識別するための番号の利用等に関する法律に基づき、特定個人情報保護委員会が内閣府の外局として設置された。
  - 55歳以上の国家公務員の昇給を原則禁止する改正給与法施行[c 20]。
- 1月2日・3日 - 箱根駅伝第90回記念大会が開催。総合優勝は東洋大学。
- 1月3日 - 東京都千代田区のJR有楽町駅付近で火災が発生し、東海道新幹線や山手線・東海道線などが最大6時間運行を見合わせ、Uターンラッシュ客の計59万人に影響[a 12]。
- 1月5日 - NHK大河ドラマ『軍師官兵衛』放送開始（ - 12月21日）。
- 1月6日 - 読売新聞東京本社が東京都千代田区大手町の読売新聞ビル（旧読売新聞社社屋跡地に建設）に移転、約3年半ぶりに大手町での業務に復帰。
- 1月7日
  - 国家安全保障会議の事務局である国家安全保障局が発足。
  - 敷島製パン、同社の製造した和菓子から塩素臭がするジクロロフェノールが検出されたとして、商品を自主回収[a 13]。
  - 神奈川県川崎市の横浜地方検察庁川崎支部から集団強盗や強姦などの疑いで逮捕されていた20歳の男が脱走[a 14]、1月9日に横浜市泉区内の雑木林で逮捕[a 15]。
- 1月9日
  - 三重県四日市市の三菱マテリアル四日市工場で爆発事故発生、5人死亡12人けが（三菱マテリアル四日市工場爆発事故）[a 16]。
  - 厚生労働省、高血圧治療薬「ディオバン」の臨床研究データ改ざん問題で、販売元のノバルティスファーマと、広告に関わった氏名不詳の同社社員について、不正なデータを広告に用いた薬事法違反容疑で東京地方検察庁に告発状を提出[a 17]。
  - 山口県知事の山本繁太郎が辞職願提出[a 18]、1月14日に正式に辞職。
- 1月13日
  - 日本貨物鉄道、東日本大震災で発生したがれきなどを被災地から運び出していた専用列車の運行を終了[a 19]。
  - アントニオ猪木参議院議員、2013年11月以来となる朝鮮民主主義人民共和国訪問[a 20]。
- 1月14日 - 神戸市、2015年度中に入居期限の20年を迎える阪神・淡路大震災被災者向け「借り上げ復興住宅」のうち、都市再生機構と同市の外郭団体・神戸すまいまちづくり公社の保有する計20棟1632戸に居住する1221世帯について、移転先が決まるまで最長5年間入居延長を認めることを発表[a 21]。
- 1月15日
  - 広島県大竹市阿多田島沖の瀬戸内海を航行中の海上自衛隊輸送艦「おおすみ」と釣り船が衝突する事故発生 、海に投げ出された釣り船の船長と釣り客の2人が死亡した[a 22]（おおすみ衝突事故）。
  - 東京都港区西麻布のマンション地下駐車場の建設現場で、高さ6mから約800kgの鉄板が落下する事故発生、鉄板の下敷きとなった作業員2人が死亡[a 23]。
- 1月16日
  - 東京地方裁判所で、オウム真理教元幹部の平田信に対する、1995年の公証人役場事務長逮捕監禁致死事件など、関連事件の裁判員裁判初公判開廷[a 24]。
  - 日本銀行、同日付の地域経済報告で、北海道、北陸、東海、中国、四国の5地域で景気判断を上方修正、2005年4月に同リポートの公表を開始して以来初めて全9地域で「回復」という表現が盛り込まれる[a 25]。
  - 第150回直木賞に朝井まかての『恋歌』と姫野カオルコの『昭和の犬』[c 21]を選出。
第150回芥川賞に小山田浩子の『穴』を選出[c 22]。
  - 静岡県浜松市の14市立小学校の児童905人と教職員41人が、下痢や嘔吐などの症状を訴えて欠席、うち児童5人の便からノロウイルス陽性反応。翌17日までに13校が学校閉鎖の措置を取り、同市教育委員会が同20日から4日前後、全市立の幼稚園と小中学校の給食を停止する措置[a 26]。同市東区（現：中央区)の製パン会社工場で作られ給食で提供された食パンが感染源と断定、同社に対し営業停止処分を下したほか、同市内および休校となった各校で同週末に予定されていた各イベントが中止となる[a 27]。当該企業は本件以外で県内外に出荷した菓子パンや総菜パンなど88000個を自主回収[a 28]。
  - （現地時間）「慰安婦像設置に抗議する全国地方議員の会」で活動する地方議員ら13人が、アメリカ合衆国カリフォルニア州グレンデールを訪問、同市内の公園に韓国系団体により設置されたいわゆる従軍慰安婦を象徴する像の撤去を求める抗議文を同市幹部に手渡す[a 29]。
- 1月18日 - キャロライン・ケネディ駐日アメリカ合衆国大使、自らのTwitterで、和歌山県太地町で行われているイルカ追い込み漁に対し「イルカが殺される追い込み漁の非人道性」を理由に「米国政府はイルカの追い込み漁に反対」と表明[a 30]。同月20日、菅義偉内閣官房長官が定例記者会見で「わが国の伝統的な漁業の一つであり、法令に基づき適切に実施されている」と反論[a 31]。
- 1月19日
  - 沖縄県名護市長選挙で、同市辺野古地区への普天間基地からの米軍移転反対派で現職の稲嶺進が再選[a 32]。
  - 福島県南相馬市長選挙で、脱原発を掲げる現職の桜井勝延が再選[a 33]。
- 1月20日 - 第七管区海上保安本部、同18日に北九州市若松区の響灘沖に漂着・転覆したゴムボート内にあった遺体を、海中で収容。同29日、遺体の身元が、留学先のアメリカから韓国で同月上旬に開かれる経済関係の会議に出席予定だった内閣府職員と判明[a 34][a 35][a 36]（内閣府職員変死事件）。
- 1月22日
  - 西武百貨店、大丸、松坂屋、京王百貨店、伊勢丹の5百貨店8店舗で、静岡県のアクセサリー販売会社が催事場の特設売り場で販売したアメリカ合衆国のアクセサリーブランド「チャン・ルー」が模倣品であった疑いがあるとして、対象商品の自主回収開始を発表[a 37]。
  - 北陸新幹線の融雪、消雪設備工事をめぐる談合疑惑で、公正取引委員会が2013年9月に、入札に参加した十数社や、工事を発注した鉄道建設・運輸施設整備支援機構東京支社を独占禁止法違反容疑で強制調査した件を受け、東京地検特捜部が、工事を受注した複数の設備工事会社の担当者から同法違反容疑で一斉に事情聴取[a 38]。
- 1月23日 - 東京地方裁判所、2013年10月に行われた朝鮮総連中央本部の土地・建物の再入札において50億1000万円で落札したモンゴル企業「アヴァール・リミテッド・ライアビリティ・カンパニー」への売却を許可しない決定を下す[a 39]。同月29日、決定を不服として同社が執行抗告[a 40]。
- 1月24日
  - 第186回国会（通常国会）召集。
  - 国土交通省、JR北海道管内で2013年9月に発生した貨物列車の脱線事故以降に実施した3回の特別保安監査の結果、事故の誘因となったレールの計測データ改竄など改竄が常態化するなど安全が軽視されてきたと認定、JR会社法に基づく監督命令と鉄道事業法による事業改善命令を正式に発令。JR会社法の監督命令が発令されるのはJRグループ発足後初[a 41]。
  - 日本政府、「領土問題に関する専用サイト[注 1]」立ち上げを発表[a 42]。2月には英語版も立ち上げる方針[a 43]。
- 1月25日
  - 群馬県警、2013年10月から11月にかけてアクリフーズ群馬工場が出荷した冷凍食品に対し農薬マラチオンが混入された事件で、同工場勤務の契約社員の男を偽計業務妨害の容疑で逮捕[a 44][a 45]（アクリフーズ農薬混入事件）。
  - 那覇検察審査会、2012年8月に発生した香港の活動家らによる尖閣諸島魚釣島不法上陸事件で、那覇地方検察庁が入管難民法違反容疑で逮捕、強制送還された14人について2013年7月に不起訴（起訴猶予）とした判断に対し、不起訴不当と議決[a 46]。
- 1月28日 - 下村博文文部科学大臣、教科書作成や教員による指導の指針となる中学校と高校の学習指導要領解説書を改定、中学校の社会科、高校の地理歴史と公民に、尖閣諸島と竹島を「固有の領土」と明記した上で、竹島は韓国に不法占拠され、尖閣には領土問題が存在しないとの政府見解に沿った内容を追加したことを正式に発表[a 47]。
- 1月29日
  - 日本では島根県隠岐の島町、韓国では慶尚北道が管轄する竹島に、同道知事・金寛容が上陸、前日に発表された学習指導要領解説書記載内容に抗議する声明を発表[a 48]。
  - 理化学研究所発生・再生科学総合研究センターなど日米の共同研究チーム、マウスの体細胞を酸性の溶液に浸して刺激を与えることで、あらゆる細胞に変化できる万能細胞を世界で初めて作製することに成功したと発表。「STAP（Stimulus-Triggered Acquisition of Pluripotency=刺激惹起性多能性獲得）細胞」と命名[a 49]。
- 1月30日 - 日本相撲協会、同月28日に内閣府により公益財団法人として認定された[a 50]ことを受け、登記を完了し新法人に移行。翌31日に全親方による投票で新たな理事候補を決定、同年3月24日の評議員会を経て新体制発足[a 51]。

### 2月
- 2月1日 - 小学館の学年別学習雑誌に1978年から掲載されていた児童向けギャグ漫画『あさりちゃん』（室山まゆみ作）がこの日発売の小学二年生3月号を以って35年に及ぶ連載を終了。
- 2月2日
  - 長崎県知事選挙で、現職の中村法道が再選[a 52]。
  - 岐阜市長選挙で、現職の細江茂光が4期目5選となる再選[a 53]。
  - 北海道警察、1月27日から行方不明になっていた札幌市の小学3年生女児を無事保護、同市白石区在住の26歳の無職の男を監禁容疑で現行犯逮捕[a 54]。
- 2月3日
  - 橋下徹大阪市長、市長を辞職し、「大阪都構想」政策実行の加速を争点に掲げて出直し選挙に出馬することを表明[a 55]、同月7日に大阪市議会議長に辞表を提出するも、14日の同市議会で同意を得られず、同月27日午前0時をもって自動失職[a 56]。
  - 愛媛県警察、架空の国産キノコ販売事業に投資すれば高配当が受けられると勧誘、出資を募り、2012年5月ごろから富山以外の46都道府県で約2500人から約17億4千万円を集金した出資の受入れ、預り金及び金利等の取締りに関する法律（出資法）違反（預かり金の禁止）の疑いで、福岡市博多区のコンサルタント会社「コア・ジャパン」社長ら7人を逮捕[a 57]。
- 2月5日
  - 作曲家佐村河内守が、交響曲「HIROSHIMA」などの楽曲の作曲を特定の他者に依頼してきたことを公表[a 58]。さらに同日、桐朋学園大学非常勤講師の新垣隆が、報道各社に送った書面で自らがゴーストライターを18年間務めていたことを発表したことを受け、予定されていた全国ツアーが中止となり、インタビュー記事を掲載した月刊誌「家庭画報」最新号の新規の出荷停止[a 59]、レコード会社の日本コロムビアがCDの出荷やインターネット配信を停止[a 60]、JASRACも「権利の帰属が明確になるまで、利用の許諾を保留する[c 23]」などの影響。
  - 安倍晋三内閣総理大臣、総理大臣官邸でディディエ・ビュルカルテスイス大統領と会談、東京国際空港以外の両国空港間のオープンスカイ協定で合意、即日発効[a 61]。
  - ビッグコミックオリジナル（小学館）に1973年から掲載されてきた野球漫画『あぶさん』（水島新司作）が41年間に及ぶ連載を終了[a 62]。
- 2月8日
  - 安倍晋三内閣総理大臣、ロシア・ソチで前日7日にソチオリンピック開会式に（日本国外で開催される冬季オリンピック開会式に日本の総理大臣として初めて）出席した翌日の同日、ウラジーミル・プーチンロシア連邦大統領と日ロ首脳会談。同年10月もしくは11月のプーチン大統領の訪日を確認したほか、極東ロシア・シベリア開発を含む経済やエネルギー分野の協力強化、4月の岸田文雄外務大臣のロシア訪問に合わせ、重要閣僚で両国の経済課題を協議する「貿易経済政府間委員会」を開催することなどでも合意[a 63]。
  - 千葉市で観測史上最高の積雪33cmを記録、また東京都千代田区大手町でも戦後4位の積雪27cm（約半世紀ぶりの記録[a 64]）を記録するなど、関東・甲信地方を中心として記録的大雪[a 65]。翌9日には仙台市でも積雪35cmと観測史上3位の積雪量を記録[a 66]。埼玉県、長野県、石川県で計5人が死亡、関東中心に628人がけが[a 65]、交通機関等に影響（平成26年の大雪）。
- 2月9日 - 東京都知事選挙で、自由民主党、公明党の支持を受けた元厚生労働大臣の舛添要一が初当選[a 67]。
- 2月10日
  - 国土交通省、JR北海道のレール検査データ改竄問題で、改竄に関与した当時の社員らおよび法人としての同社を鉄道事業法違反容疑で刑事告発。運輸安全委員会も事故調査を妨げたとして、運輸安全委員会設置法違反罪で刑事告発。鉄道会社が各法により告発される初の事例[a 68]。
  - 安倍晋三内閣総理大臣、翌日の建国記念の日に合わせ、「先人の努力に感謝し、自信と誇りを持てる未来に向けて日本の繁栄を希求する機会となることを切に希望する」などとするメッセージを発表[d 2]。総理大臣が建国記念の日に合わせてメッセージを出すのは、歴代政権で初めて[a 69]。
- 2月11日 - 東駿河湾環状道路の三島塚原インターチェンジから函南塚本インターチェンジ間が開通[b 3]。
- 2月12日 - 政府、2010年に発生した尖閣諸島中国漁船衝突事件の当事者である中国船籍の漁船船長に対し、海上保安庁の巡視船修理費など約1429万円の損害賠償を求め那覇地方裁判所に提訴。併せて、事故発生当時民主党菅直人政権が秘匿し、当時海上保安庁職員だった一色正春がYouTubeに流出させた衝突時の映像も公式に一般公開[a 70]。
- 2月14日
  - 翌15日にかけて関東・甲信地方を中心とした各地で再び大雪[a 64]。山梨県甲府市で過去最大となる積雪114cmを記録した他、同県富士河口湖町、埼玉県秩父市、熊谷市、群馬県前橋市などで観測史上最大の積雪を記録[a 71]。東京電力管内で約24万6800世帯が停電[a 64]、17日にかけて各交通機関に影響（平成26年の大雪）。
- 2月15日 - 午前0時30分頃、川崎市中原区の東急東横線 元住吉駅下りホームで、雪のためホームに停車していた普通電車に後続の列車が追突、追突した後続列車の1・2両目が脱線、乗客計19人が軽傷。同線は始発から渋谷駅-菊名駅間の上下線で運転を見合わせ[a 72]（元住吉駅列車追突事故）。
- 2月16日 - 横浜線で新型車両E233系6000番台が運用開始。横浜線への新車導入は1988年の205系以来26年ぶり。
- 2月22日 - ソニー・コンピュータエンタテインメント (SCEI) が家庭用ゲーム機「PlayStation 4」を日本で発売（欧米を筆頭に日本国外では前年11月より順次発売されていた）。
- 2月23日 - 山口県知事選挙は、村岡嗣政が初当選[a 73]。
- 2月24日
  - 徳田毅衆議院議員、第46回衆議院議員総選挙における徳洲会グループによる公職選挙法違反事件により、親族が逮捕・起訴されたことを受け、伊吹文明衆議院議長宛に議員辞職願提出[a 74]。
  - 外務省、日本海が19世紀初頭から国際的に確立された唯一の呼称であり、近年になって日本海の単独呼称に異議を唱え「東海（トンへ）」併記を求める韓国の主張は「根拠がない」とする日本語、英語、韓国語での紹介を同省ウェブサイトにて開始。翌25日には総理大臣官邸ウェブサイトにも掲載[a 75]。
- 2月25日
  - シンガポールで開催され、甘利明TPP担当大臣らが出席していたTPP協定交渉の閣僚会合で、日本とアメリカ合衆国が最難関の関税撤廃の協議で折り合えず、「大筋合意」を断念[a 76]。
  - 仮想通貨「ビットコイン」の世界最大級の取引所である東京都の「マウントゴックス」ウェブサイトが同日昼頃よりアクセス不能となり、同日深夜から翌26日未明にかけ同サイトに「全ての取引を当面停止する」との声明が掲示される[a 77]。
- 2月28日
  - 衆議院、約95兆円に及ぶ2014年度予算案を可決、参議院に送付、日本国憲法第60条の規定により今年度内での予算案成立が確実となる[a 78]。
  - ダイヤルQ2がサービス終了[a 79]。
  - 岐阜エフエム放送がこの日の23時59分をもって放送終了[a 80]。

### 3月
- 3月1日
  - JR四国が高松駅 - 多度津駅間各駅でICOCAを導入[c 24]。
  - 岐阜エフエム放送から放送免許を承継したエフエム岐阜が本放送開始[a 80]。
- 3月2日
  - 三重県警察四日市北警察署、同県朝日町で2013年8月25日に中学3年生女子生徒が行方不明となり同29日に遺体で発見された事件の容疑者として、遺体の遺棄現場近くに住む県立高校3年の男子生徒を逮捕[a 81]。
  - 沖縄県石垣市長選挙で、陸上自衛隊の石垣島配備に柔軟姿勢を取る現職の中山義隆が、配備反対派で元市長の大濵長照を破り再選[a 82]。
- 3月3日
  - 富山県小矢部市の北陸自動車道上り線小矢部川サービスエリア付近で、宮城交通の仙台駅発加賀温泉駅行夜行高速バスが、高速道路本線およびサービスエリア進入口のガードレールに接触後、サービスエリアに猛スピードで進入、大型トラック2台と相次いで衝突、大破する事故発生。高速バス運転手と乗客1名が死亡、25人が病院に搬送される[a 83][a 84]。
  - 千葉県柏市あけぼので、23時35分からの約10分間にナイフを使用した4件の通り魔事件発生、被害者のうち首や背中を刺された1名が死亡[a 85]。千葉県警察柏警察署特別捜査本部、死亡した男性と同じマンションに住む24歳の男を、同月5日深夜に強盗殺人容疑で逮捕（柏市連続通り魔殺傷事件）[a 86]。
- 3月5日
  - 環境省、沖縄県慶良間諸島と沖合7キロまでの範囲を国立公園に指定(慶良間諸島国立公園)、分割や拡張でない新規指定としては1987年の釧路湿原以来となる31番目の国立公園が誕生[a 87]。
  - 大阪府警察、2013年4月に四條畷警察署刑事課盗犯係に着任した当時20代の男性巡査長が同年9月に自殺した背景に、当時の上司である統括係長ら4名からのパワーハラスメントやいじめがあったと認定、減給10分の1（3-6カ月）の懲戒処分を下す。うち統括係長を含む3名は同日付で依願退職[a 88]。
- 3月7日
  - 近鉄・阿部野橋ターミナルビル（あべのハルカス）が大阪市阿倍野区に完成。地上60階、高さ300mの日本一高いビルとなる（「日本の超高層建築物」も参照）[a 89]。
  - 東京地方裁判所、公証人役場事務長逮捕監禁致死事件、島田裕巳宅爆弾事件、およびオウム真理教東京総本部火炎瓶事件の3件について起訴されていた元オウム真理教幹部平田信に対する裁判員裁判で、懲役9年の判決[a 90]。
- 3月9日 - 宇宙飛行士の若田光一が日本人初の国際宇宙ステーションの船長に就任[a 91]。
- 3月14日 - この日の出発をもってJR東日本が運行する寝台特急『あけぼの』の定期運転廃止、東北地方を起点に定期運行する寝台特急が全て姿を消す（ただし臨時列車として繁忙期に運行予定）[a 92][a 93]。
  - 1997年（平成9年）の秋田新幹線開業以来使用されてきたE3系電車が撤退。E6系に統一され「スーパーこまち」消滅。
- 3月15日 JR東日本ダイヤ改正に伴い宇都宮線（東北本線）宇都宮-宝積寺間と烏山線において世界初の営業用蓄電池駆動電車のEV-E301系（愛称ACCUM）が運行開始。
- 3月16日
  - 石川県知事選挙で、現職の谷本正憲が当選、茨城県知事の橋本昌と並び、現役都道府県知事最多となる6選を果たす[a 94]。
  - 愛知県一宮市の一宮競輪場、同日のレースを最後に本場での競輪開催廃止、中部地方で初めて廃止される競輪場となる（場外車券売場は存続）[a 95]。
- 3月18日 - 皇太子徳仁親王の長女敬宮愛子が学習院初等科を卒業[a 96]。
- 3月21日 - 第86回選抜高等学校野球大会が阪神甲子園球場にて開幕。
- 3月23日 - 橋下徹前大阪市長失職に伴う大阪市長選挙[a 97]において、再立候補した橋下徹が当選、任期（2015年12月18日）は変更なし。
- 3月24日 - 株式会社東京証券取引所グループとの合併により株式会社大阪証券取引所がデリバティブ市場を統合、大阪取引所となる[a 98]。
- 3月26日
  - 眞子内親王が国際基督教大学卒業、その後皇族として公務に就く[a 99]。
  - 自衛隊、陸海空3自衛隊が個別に行ってきた情報収集や攻撃手法の調査、隊員訓練などの任務を一元的に行い、日常的に外部からコンピュータウイルスなどのサイバー攻撃を受けている自衛隊のネットワーク防護、防衛省や自衛隊のコンピューターシステムの状況の24時間監視、被害発生時の緊急対応などの役割を担う「サイバー防衛隊」を新規編成、約90人体制で発足[a 100]。
  - 吉田嘉明DHC会長、渡辺喜美みんなの党代表に対し、2010年の第22回参議院議員通常選挙および2012年の第46回衆議院議員総選挙の直前に計8億円を「選挙資金として貸した」ことを公表。選挙運動費用収支報告書や政治資金収支報告書に8億円は記載されておらず、渡辺代表は「純粋に個人として借り、利息も払った」とのコメントを出す[a 101]。
- 3月27日 - 静岡地方裁判所、袴田事件の犯人として48年前に逮捕され、34年前に死刑判決が確定し拘置されている死刑囚について、「重要な証拠が捜査機関に捏造された疑いがある」として、再審開始を認め、同時に「拘置を続けることは耐え難いほど正義に反する」との理由で刑と拘置の執行停止も決定、即日釈放。確定死刑囚の再審開始決定は2005年の名張毒ぶどう酒事件以来、戦後6例目[a 102]。
- 3月29日
  - 東京都で、環状第2号線のうち、港区新橋四丁目（第一京浜）- 虎ノ門二丁目（外堀通り）区間約1.4 km（うち地下トンネル約0.9 km）が開通。地上部では片側13メートル幅と大きな歩道・自転車道が2015年3月までを目処に整備される[c 25]。
  - 第86回選抜高等学校野球大会の2回戦、広島県の新庄と群馬県の桐生第一の試合は延長15回1対1の引き分けに終わり、規定により2008年（第80回）以来6年ぶりの再試合となった。
- 3月30日
  - 沖ノ鳥島で建設中の桟橋が転倒、5人が死亡、2人が行方不明であったが、4月20日までに遺体で発見された（沖ノ鳥島港湾工事事故）[a 103]。
  - 第86回選抜高等学校野球大会において前日延長15回引き分けに終わった新庄と桐生第一の再試合が行われ、4対0で桐生第一が勝利した。
- 3月31日
  - 竹﨑博允最高裁判所長官、健康上の理由により同年7月7日まである任期を3ヶ月強残し退官。任期途中で最高裁長官が退官するのは異例[a 104]。
  - 全日本空輸が国内線で最後まで定期運航していたボーイング747・ジャンボジェット機が、この日の那覇空港発東京国際空港（羽田空港）行きのフライトを最後に退役[a 105]。
  - 国際司法裁判所、オーストラリアが日本の南氷洋における調査捕鯨を国際捕鯨取締条約違反として訴えた裁判で、日本の調査捕鯨は「研究目的ではない」と述べ、条約違反と認定、今後実施しないよう命じる判決を下す[a 106]。（南極海捕鯨事件）
  - フジテレビ系昼の長寿番組『森田一義アワー 笑っていいとも!』が放送終了。1982年の放送開始から31年半の歴史に幕を下ろす。

### 4月
- 4月1日
  - 消費税が5%から8%に増税され、同時に、うち1%（消費税額の25/100）であった地方消費税の率が1.7%（消費税額の17/63）に引き上げとなる[c 26]。
  - 領収書等の印紙税の非課税範囲が30000円から50000円に引き上げられる[c 27]。
  - 福島県田村市の原発から20km圏内にある「都路地区」が避難指示を解除[a 107]。
  - 生活保護法が改正され、申請手続き・扶養義務の厳格化と不正受給に対する罰則が強化される。
  - 独占禁止法の改正により、公正取引委員会の行政処分に対する不服審査の権限が、公正取引委員会から東京地方裁判所に移った[a 108]。
  - 国際的な子の奪取の民事上の側面に関する条約に日本が正式加盟、同日より発効[a 109]。
  - 国民年金保険料の月額が、2013年度の1万5040円から210円増え1万5250円となる[a 110]。
  - 2010年7月31日の土砂崩れによる列車脱線事故以来休止となっていたJR東日本岩泉線が廃止[c 28][a 111]。
  - JR東日本のSuicaが岩手県・山形県（仙台エリア）、長野県（首都圏エリア）のJR線で利用可能になる[c 29][注 2]。
一部のPASMOエリアとすべてのSuicaエリアで、10種のIC乗車券利用時に1円単位の運賃を導入する[注 3]。
  - テレビ朝日が放送持株会社に移行。旧法人の同社は「株式会社テレビ朝日ホールディングス」に商号を変更、放送免許は新法人の「株式会社テレビ朝日」に承継。これにより在京キー局すべてが放送持株会社に移行する。
  - 中部日本放送がグループ経営管理と不動産賃貸管理の事業に特化した放送持株会社に移行、テレビ放送事業（放送免許含む）を株式会社CBCテレビに承継。
  - 最高裁判所長官に同判事の寺田逸郎が就任。父の寺田治郎に続き親子二代で最高裁長官を務める初の事例となる[a 112]。
  - 国家安全保障戦略にもとづき、武器輸出三原則に代わる新たな政府方針として防衛装備移転三原則が制定された[b 4]。
- 4月2日 - 第86回選抜高等学校野球大会の決勝戦が阪神甲子園球場にて行われ、京都府の龍谷大平安が大阪府の履正社に6対2で勝利し、大会初優勝。
- 4月3日 - 政府は自衛隊に破壊措置命令を発令していた。期間は北朝鮮軍の創建記念日の同月25日まで[a 113]。
- 4月5日
  - 栃木県栃木市、下都賀郡岩舟町を編入合併。なお、この合併が平成最後の市町村合併となった。
  - 三陸鉄道南リアス線のうち、東日本大震災で被災し運休していた釜石駅（岩手県釜石市）-吉浜駅（同大船渡市）間の運行再開[a 114]。
- 4月6日
  - 三陸鉄道北リアス線のうち、東日本大震災で被災し運休していた田野畑駅（岩手県下閉伊郡田野畑村）-小本駅（現・岩泉小本駅、同岩泉町）間の運行再開。これにより、三陸鉄道全線が運行再開[a 114]。
  - 敬宮愛子内親王が学習院女子中等科へ入学[a 115]。
  - 京都府知事選挙で現職の山田啓二が4選[a 116]。
- 4月7日 - 渡辺喜美みんなの党代表、化粧品会社DHCからの8億円借入金問題を受け、党代表を辞任[a 117]。同月11日、後任に唯一立候補した浅尾慶一郎を無投票で代表に選出[a 118]。
- 4月9日
  - トヨタ自動車、国土交通省に対し、同社が国内向けに販売した乗用車92万台のリコールを届け出[a 119]。
  - Windows XPのサポート期間終了[d 3][d 4][c 30]。
- 4月11日,12日 - 広島市で第8回軍縮・不拡散イニシアティブ (NPDI) 外相会合開催[c 31]。
- 4月13日 - 熊本県多良木町の農場で飼育していた鶏から鳥インフルエンザ（H5亜型）が検出されたため、11万羽を殺処分[a 120]。
- 4月17日 - 厚生労働省、統合失調症治療薬「ゼプリオン水懸筋注」を投与された後、患者が数日から数カ月後に心筋梗塞や肺炎などで死亡する症例が、同薬品が発売された2013年11月以降前日までの間に21例発生したことを発表、製造販売元のヤンセン ファーマに対し、添付文書の使用上の注意を改訂し、注意喚起を行うよう指示、併せて複数の抗精神病薬との併用が必要な不安定な患者に使用しないことなどを呼び掛ける[a 121]。
- 4月19日
  - 三重県津市に三重県総合博物館 (miemu) が開館[c 32]。
  - 中華人民共和国上海海事法院（裁判所）、商船三井の船舶を差し押さえ[a 122]。
- 4月23日 - アメリカ合衆国のバラク・オバマ大統領がアジア4カ国歴訪の最初の訪問国として2010年11月以来約3年半ぶり、3回目の来日、25日まで滞在。同国大統領の国賓としての来日は1996年のビル・クリントン以来18年ぶり[a 123]。
- 4月26日 - 神奈川県藤沢市辻堂元町のパナソニック（旧松下電器産業）グループ工場跡地にて、太陽光発電システムや家庭用蓄電池、ネットワーク家電一元管理システム（スマートハウス）などを大規模配備する街、「Fujisawa サスティナブル・スマートタウン (Fujisawa SST)」が街開き（一部完成）を迎えた[a 124][c 33][c 34]。
- 4月27日 - 衆議院鹿児島2区補欠選挙で、自由民主党新人で元鹿児島県議会議長の金子万寿夫が初当選[a 125]。
- 4月30日 - 北海道警察、札幌連続ボンベ爆発事件の容疑者として、札幌市北区の51歳の無職女を逮捕[a 126]。

### 5月
- 5月1日 - 中部電力の電気料金を平均3.77%の値上げ（4月18日に経済産業大臣から認可）[b 5]。
- 5月5日 - 5時18分、伊豆大島近海を震源とするマグニチュード6.0の地震発生、東京都千代田区で最大震度5弱を記録するなど、東北地方から中国地方まで広い範囲で揺れを観測（伊豆大島近海地震）[a 127]。
- 5月8日 - 3Dプリンター銃製造事件の容疑者として神奈川県川崎市高津区在住の27歳の大学職員が逮捕される。
- 5月12日
  - 改良五千円紙幣の発行開始（ホログラム変更）[a 128]。
  - JR北海道江差線（木古内駅 - 江差駅間）廃止[b 6]。
- 5月14日 - 宇宙飛行士の若田光一が、3月9日から66日間船長を務めた国際宇宙ステーションを離れ、ロシアの宇宙船ソユーズでカザフスタンの草原に帰還。日本人初の船長任務に加え、1度の任務における宇宙滞在188日、通算の滞在日数計348日と、いずれも日本人最長記録を更新[a 129]。
- 5月20日
  - 自動車の運転時に統合失調症、低血糖症、躁鬱病、再発性失神、重度の睡眠障害、意識や運動の障害を伴うてんかんの6種の持病などが原因の死傷事故について、自動車運転過失致死傷罪と危険運転致死傷罪の中間罪を創設し、危険運転致死傷罪の適用対象が拡大（通行禁止道路運転致死傷）し、飲酒・薬物等の影響が発覚することを免れるいわゆる「逃げ得」行為を「発覚免脱罪」として処罰するとした自動車運転死傷行為処罰法施行[a 130]。
  - 東京地方検察庁、2012年に発生したパソコン遠隔操作事件で、同月16日に容疑者が冤罪であるとする「真犯人」を名乗る者からのメールが報道各社等に送られた件について、保釈中の容疑者本人による偽装工作と判断、メール送信に使用されたスマートフォンから容疑者のDNAが検出されたことを受け、東京地方裁判所に保釈取り消しを請求、受諾された後容疑者の身柄を拘束。容疑者は逮捕時から一貫して無罪を主張していたが、再拘留直前に主任弁護士に対し犯行を認める供述を行う[a 131]。
  - 長崎県南島原市の市長が逮捕[a 132]。
- 5月21日
  - 福井地方裁判所、大飯原子力発電所の3・4号機の運転の差し止めを認める判決[a 133]。
  - 横浜地方裁判所、厚木基地の海上自衛隊保有機について、午後10時から午前6時までの夜間の飛行差し止めを認め、国に70億円の賠償を命じる全国初の判決。ただし同基地を使用するアメリカ合衆国海軍機については国の管轄外であるとして差し止めおよび賠償を認めず[a 134]。
- 5月24日 - 宮内庁、皇居のうち、正殿「松の間」のほか、国賓を招いて宮中晩さん会などが開かれる「豊明殿」、新年一般参賀で天皇や皇族がベランダに立つ「長和殿」などを初一般公開[a 135]。
- 5月25日 - AKB48握手会傷害事件が発生[a 136]。
- 5月27日 - 宮内庁、高円宮家二女の典子女王と出雲大社神職千家国麿の婚約を発表[a 137]。
- 5月28日 - 石原慎太郎日本維新の会共同代表、名古屋市で行った橋下徹同党共同代表との会談で、橋本共同代表が主導する結いの党との合流に反対し、分党する意思を表明、橋本共同代表も了承[a 138]。
- 5月30日 - 内閣官房に内閣人事局が設置された[a 139]。初代局長には内閣官房副長官の加藤勝信が任命された[a 140]。

### 6月
- 6月2日 - 佐賀地方検察庁に強盗強姦罪で起訴され、福岡市東区内の病院で精神鑑定のため鑑定留置中だった容疑者が同病院の窓を破り逃走、約5時間後に福岡県警察により身柄確保[a 141]。
- 6月3日
  - 日本経済団体連合会定時総会にて、米倉弘昌会長の後任に、榊原定征東レ会長が就任[a 142]。
  - 栃木、茨城両県警合同捜査本部、2005年12月に発生した栃木小1女児殺害事件について、栃木県鹿沼市の32歳の男を殺人容疑で逮捕[a 143]。
- 6月4日 - 「STAP細胞」論文が撤回されることが報道された[a 144][a 145]。
- 6月5日 - 日本維新の会所属国会議員62名が、同党分党における所属希望先を同党執行部に提出、橋下徹共同代表側37名、石原慎太郎共同代表側23名、無所属2名となる。同日、石原共同代表側希望議員23名が「新党準備会」会合を開催、7月末までに党名や綱領を決定し、結党大会に臨む方針を確認[a 146]。
- 6月7日 - 熊本県警察、熊本県人吉市で同年5月4日から行方不明となっている女子高生について、別の強制わいせつ容疑で逮捕した静岡県浜松市の無職男が、「女性を山中で殺害し、置き去りにして逃げた」旨供述したため同市内の山中を捜索、一部白骨化した遺体を発見[a 147]。
- 6月8日
  - 存命する世界最高齢の男性だったアメリカ合衆国・ニューヨーク州のアレクサンダー・イミック死亡により、さいたま市在住の百井盛が存命する世界最高齢の男性となる[a 148]。
- 6月11日
  - 東京都港区の環状第2号線地下トンネル区間の地上部に、立体道路制度を利用し建設された、森ビルによる虎ノ門ヒルズ竣工、日本初となるハイアットホテルアンドリゾーツのブランドホテル『アンダーズ東京』などが入居[a 149]。周辺ではこの他にも再開発が計画されている[a 150]。
  - 参議院、電力の小売りを2016年に完全自由化する改正電気事業法を可決成立[a 151]。
  - トヨタ自動車、タカタ製のエアバッグの不具合のため、国内約65万台、国外約162万台、計約227万台をリコール[a 152]。同月23日、同様の理由で、ホンダが203万3230台、マツダが世界で15万9807台、日産自動車が国内で12万8000台をリコールすることを発表[a 153]。
- 6月16日
  - 福岡県警察、4月に別の窃盗容疑で逮捕された同県筑後市のリサイクルショップ経営者夫婦を、2004年6月下旬に元従業員で当時22歳の男性を暴行し殺害した殺人容疑で逮捕。同容疑者周辺で他にも複数の行方不明者がいることが判明[a 154]。
  - 石原伸晃環境大臣、東京電力福島第一原子力発電所事故に伴う除染廃棄物を保管する国の中間貯蔵施設建設をめぐり難航している福島県側との交渉について「最後は金目でしょ」と述べ、最終的に交付金など金銭で解決するとの見方を示したことに対し、佐藤雄平福島県知事らが批判[a 155]、同19日に発言を撤回し謝罪するも、野党が共同で衆参両院に不信任案および問責決議案を提出[a 156]、与党反対多数により両案は否決されるも[a 157]、23日に中間所蔵施設建設候補地の福島県大熊町仮役場のある会津若松市を訪問、渡辺利綱町長大熊町長に直接謝罪[a 158]。
- 6月17日 - 桂宮宜仁親王斂葬の儀。
- 6月18日
  - 参議院、18歳未満の児童のポルノ写真などを所持した場合、1年以下の懲役または100万円以下の罰金を科す、改正児童買春・ポルノ禁止法を可決成立。ただし個人が既に所有する写真などを処分するための期間として、罰則の適用については法施行から1年間猶予[a 159]。
  - 東京都議会やじ問題が発生。
- 6月20日
  - 最高裁判所第三小法廷、在日本朝鮮人総連合会（朝鮮総連）中央本部土地建物の強制競売により高松市の不動産業者マルナカホールディングスへの売却許可が下りたことに朝鮮総連が不服申し立てをしていることを受け、朝鮮総連が1億円を供託することを条件に、売却許可の効力を一時的に停止する決定を下す[a 160]。
  - 政府、いわゆる従軍慰安婦問題に関する1993年の河野談話の作成過程を検証した報告書を衆議院予算委員会理事会に提出。談話作成は韓国側から提案されたこと、談話を作る際に日韓両国が文言を調整し、韓国側の要求により「総じて本人たちの意思に反して」という表現が加えられたこと、金泳三韓国大統領も内容を了解していたこと、両国は協議した事実は公表しないことで一致し、元慰安婦の聞き取り証言は裏付け調査をしていなかったことなどが判明[a 161]。
  - 参議院、特定秘密保護法の運用をチェックする「情報監視審査会」を衆参各院に常設する改正国会法を可決成立。審査会は12月の特定秘密保護法施行と同時に発足、衆参の正副議長をオブザーバーに8人の議員で構成し、非公開の秘密会として開催予定[a 162]。
- 6月21日
  - 鹿児島県指宿市のJR九州指宿枕崎線薩摩今和泉駅-生見駅間で、観光特急指宿のたまて箱2号が、大雨で線路内に流入した土砂に乗り上げ脱線、乗員と乗客計47人のうち15人がけが、うち3名が入院、同線は喜入駅-指宿駅間が全面運休し[a 163]、車両の修理が必要な「指宿のたまて箱」を除き同月28日始発より運転再開[a 164]。
  - ユネスコの世界文化遺産委員会で、富岡製糸場と絹産業遺産群の世界文化遺産登録決定[a 165]。
  - 日本産科婦人科学会、不妊治療で広く行われている体外受精について、「結婚した夫婦に限る」とした指針の条件を外すことを正式決定、事実婚カップルの治療も可能となる[a 166]。
- 6月22日 - 日本維新の会、大阪市で開いた臨時党大会で分党を正式決定、2012年9月の結党から1年9カ月で解散[a 167]。
- 6月24日
  - 愛知県警察および岐阜県警察、岐阜県美濃加茂市の藤井浩人市長が、現在詐欺罪で逮捕され公判中の地下水供給設備会社社長から、プールにたまった雨水を浄化して生活用水などに使う設備の公共施設への導入に絡み現金数十万円の賄賂を受け取った事前収賄等の容疑で同市長を逮捕[a 168]。
  - 東京都豊島区池袋で脱法ハーブを吸った当時37歳の男が乗る乗用車が歩道を暴走し、男女7人が死亡（池袋暴走事故 (2014年)）。脱法ハーブの危険性が認知され社会問題とされるきっかけとなった。
- 6月25日 - 高松地方検察庁、2013年の第23回参議院議員通常選挙において、香川県高松市で白票を300票増やした公職選挙法違反の疑いで当時の市職員3人を逮捕[a 169]（参議院選白票水増し事件）。
- 6月26日
  - 法務省、大阪拘置所において、坂出3人殺害事件（2007年発生）の犯人である死刑確定者の男に対し死刑が執行された[a 170]。
  - 石原慎太郎日本維新の会元共同代表、同党分党後自らを中心に設立する予定の新党の名称について「次世代の党」とすることを発表[a 171]。
  - 日本、北朝鮮両政府が5月末に拉致被害者らの再調査実施で合意してから初めて、太平洋戦争終戦前後に現在の北朝鮮地域で死亡した日本人の遺族9人が墓参のため北京経由で北朝鮮に到着、7月5日迄滞在[a 172]。
- 6月27日 - 養豚農業振興法 (平成26年法律第101号) が公布される[1]。
- 6月28日 - 圏央道の相模原愛川インターチェンジから高尾山インターチェンジ間14.8kmが開通、既に開通している区間も合わせ、東名高速道路海老名ジャンクション、中央自動車道八王子ジャンクション、関越自動車道鶴ヶ島ジャンクションが接続[a 173]。
- 6月30日 - 東京地方裁判所、オウム真理教事件の被告の一人で、1995年の東京都庁小包爆弾事件における爆発物取締罰則違反と殺人未遂幇助罪に問われた菊地直子に対する裁判員裁判で、懲役5年の判決[a 174]。

### 7月
- 7月1日
  - 政府、臨時閣議において、日本と密接な関係にある国が攻撃された場合、「日本の存立が脅かされ、国民の生命、自由と幸福の追求権が根底から覆される明白な危険がある」「日本の存立を全うし、国民を守るために他に適当な手段がない」「必要最小限の実力行使にとどまる」の3条件を満たせば、日本以外の親密な他国が攻撃を受けた場合における自衛隊の反撃が「憲法上許容されると考えるべきであると判断」、集団的自衛権の行使を認める憲法解釈の変更を閣議決定[a 175]。
  - 兵庫県議会議員（当時）の野々村竜太郎が前年度の政務活動費の不正使用疑惑について記者会見、当人が大声で泣き叫びながら質問に答えるという面白い会見が「号泣会見」として大きな話題となる[a 176][a 177]。
- 7月2日- ネイチャー、STAP細胞に関する論文2本を撤回[2]、細胞の実在に対する信憑性が揺らぐ自体となった。
- 7月4日 - 政府、閣議で、北朝鮮に対し日本独自で課している経済制裁のうち「人の往来」「北朝鮮への送金や現金持ち出しの報告」「人道目的の北朝鮮籍船舶の入港禁止」の3項目を緩和、人の往来については「入国申請があった場合、個別具体的に適切な審査を行う」こと、持ち出すのに届け出が必要な現金の下限は10万円超から100万円超に、送金時に報告が必要な下限は300万円超から3000万円超にそれぞれ戻し、他国並みとすることなどを決定[a 178]。
- 7月7日 - 気象庁、沖縄県地方に対し、「台風の基準」を理由とする初の特別警報発表[a 179]、同9日未明に一旦解除するも、同日朝、「大雨の基準」で再び特別警報を発表[a 180]。同日、台風の影響による大雨により長野県南木曽町の木曽川支流梨子沢で土石流発生、巻き込まれた中学生男子が死亡、中央本線の橋梁が流され一部区間が不通となるなどの被害[a 181]。

- 7月8日 - 安倍晋三内閣総理大臣、訪問先のオーストラリアでトニー・アボット同国首相と会談、経済連携協定と防衛装備品移転に関する協定に署名[a 182]。
- 7月9日 - ベネッセコーポレーション、同社のデータベースから2013年末頃に個人情報が漏洩し、顧客、あるいは過去に顧客だった世帯約760万件の保護者および子供の名前（漢字とフリガナ）、住所、子供の生年月日、性別に関する少なくとも約760万世帯分の情報が流出したことが確定、さらに可能性として約2070万件、4000万人 - 5000万人分の情報が流出した恐れがあることを発表[c 35][a 183]。警視庁生活安全課、ベネッセグループのデータベース管理会社「シンフォーム」の東京支社に派遣されている東京都府中市の39歳のシステムエンジニアを、顧客情報を記録媒体に不正にコピーした不正競争防止法違反（営業秘密の複製）容疑で同月17日に逮捕[a 184]（ベネッセ個人情報流出事件）。
- 7月10日
  - 最高裁判所第1小法廷、2008年5月7日に発生した舞鶴高1女子殺害事件の裁判で、京都地方裁判所での無期懲役判決を大阪高等裁判所が破棄し無罪判決を下したことで検察が上告していた件について、8日付で検察の上告を棄却、本件に関する容疑者の無罪確定[注 4][a 185]。
  - 政府、同月1日北京で開かれた日朝政府間協議の際、北朝鮮が複数の拉致被害者を含む約30人の日本人生存者リストを提示したと日本経済新聞が同日付朝刊で報じたことについて、菅義偉内閣官房長官が記者会見で否定、同新聞社関係者を外務省に呼び、同省と内閣官房拉致問題対策本部事務局、警察庁の連名による抗議書を手渡し、記事の訂正を求める[a 186]。
  - 安倍晋三内閣総理大臣、日本の首相として中曽根康弘以来29年ぶりにパプアニューギニアを訪問、ピーター・オニール同国首相と会談、液化天然ガスなど日本へのエネルギーの安定供給で一致するとともに、日本から同国へインフラ支援のため今後3年間で200億円規模の政府開発援助を供与すると表明[a 187]。
- 7月11日 - 在大韓民国日本国大使館、同日に予定されていた自衛隊創設記念行事の開催会場として予定していたソウルのロッテホテルが、前日の10日夜になり「国民感情に触れる」などとして突如取り消しを通知してきたことに対し同ホテルに強く抗議、菅義偉内閣官房長官、岸田文雄外務大臣らが遺憾の意を表明。レセプションについては在韓国日本大使公邸に会場を変更し予定通り開催[a 188]。
- 7月13日 - 滋賀県知事選挙において、知事を2期務め退任する嘉田由紀子の後継指名を受けた前民主党衆議院議員で新人の三日月大造が当選[a 189]。
- 7月16日 - 原子力規制委員会定例会合で、鹿児島県の九州電力川内原子力発電所1、2号機の安全対策が新規制基準に「適合している」とする審査書案を了承、再稼働の前提条件である安全審査に全国の原子力発電所で初めて合格[a 190]。
- 7月17日
  - 第151回直木賞に黒川博行の『破門』[c 36]、第151回芥川賞に柴崎友香の『春の庭』をそれぞれ選出[c 37]。
  - 最高裁判所第一小法廷、DNA型鑑定で血縁がないことが証明された場合でも法律上の父子関係を認めるかどうかが争われた3件の訴訟の上告審で、裁判官5名中3名の多数意見により父子関係を認める判決を下し、鑑定で血縁が否定され、子が血縁のある男性によって養育されていても、「妻が婚姻中に妊娠した子は夫の子と推定する」とした民法のいわゆる「嫡出推定」は覆せないとの初判断を示す[a 191]。
- 7月18日 - 最高裁判所第二小法廷、永住権を持つ大分市の中国国籍の女性が、生活保護法に基づく申請を同市が却下した処分の取り消しを求めた裁判で、二審の福岡高等裁判所が法的な保護の対象であるとした判断を却下、4裁判官全員一致で「外国人は行政措置による事実上の保護対象にとどまり、同法に基づく受給権はない」とする初めての判断を示す[a 192]。
- 7月20日
  - 福岡県川崎町の水路橋の工事を巡って、指名競争入札で業者の情報を漏らしたとして、官製談合の疑いで小田幸男町長を逮捕[a 193]。
  - 舞鶴若狭自動車道が全線開通
- 7月22日
  - 東京証券取引所、TOPIX 100採用銘柄のうち株価の水準が低い銘柄について、額の最低変動単位を従来の最低単位である1円から変更、株価が1000円以下の場合10銭単位、1000円超5000円以下の場合50銭単位とする措置開始[a 194]。
  - 群馬県、高崎市の県立公園群馬の森の朝鮮人追悼碑をめぐり、設置者の「追悼碑を守る会」が碑前で開いた集会で日本政府を批判する発言があった問題で、設置許可条件だった「政治的行事および管理を行わない」に違反していると判断、同会による設置期間更新の申請を不許可とすることを正式決定[a 195]。
  - 日本マクドナルドとファミリーマート、中国・上海の食品加工会社「上海福喜食品」が保存期限を過ぎた鶏肉を使用した可能性があるとして、この食品加工会社が製造したチキンナゲットの販売を中止[a 196]。同日までの過去1年間に、同社から日本に向け約6000トンの鶏肉製品が日本に輸入されていたことが判明[a 197]。
- 7月23日
  - 日本航空、一部の路線において日本の国内線で初めて機内インターネットサービスの提供を開始[b 7]。
  - 東京電力、2013年8月に実施した福島第一原子力発電所3号機のがれき撤去作業の際、放射性物質が最大で1兆1200億ベクレル放出されたとする試算を公表[a 198]。
- 7月25日 - 中華人民共和国で覚醒剤密輸の罪で日本人の死刑が執行された[a 199]。
- 7月26日 - 長崎県佐世保市で佐世保女子高生殺害事件が発生。

### 8月
- 8月1日
  - 四国地方を中心に台風12号の影響で大雨の被害（平成26年8月豪雨）。
  - 1日 - 前日に解党した元・日本維新の会の「石原グループ」が「次世代の党」、「橋下グループ」が「日本維新の会」をそれぞれ結党し設立届を提出。なお日本維新の会は、9月ごろを目途に結いの党と合同で新党を結成する予定のため、暫定的な政党となる[a 200][a 201][a 202]。
- 8月10日 - 長野県知事選挙は、現職の阿部守一が再選。
- 8月11日 - 第96回全国高等学校野球選手権大会が阪神甲子園球場で開幕。当初は8月9日開幕予定だったが台風11号の接近に伴い、この日に順延となった。開幕戦で埼玉県の春日部共栄高校が同年春の選抜優勝校の龍谷大平安に5対1で勝利した。選抜優勝校のその年の選手権大会の開幕戦での敗退は1939年（第21回）以来75年ぶりとなった。
- 8月12日 - 第96回全国高等学校野球選手権大会2日目、岐阜県の大垣日大高校と茨城県の藤代高校の試合で、初回に8点を取られた大垣日大が8点差を逆転して12対10で勝利。8点差からの逆転勝利は選抜、選手権大会通じてタイ記録
- 8月20日 - 広島市北部で大規模の土砂災害（平成26年8月豪雨による広島市の土砂災害）。
- 8月23日 - 横浜線の205系電車がこの日をもって運用終了。
- 8月25日 - 第96回全国高等学校野球選手権大会の決勝戦が阪神甲子園球場で行われ、大阪府の大阪桐蔭高等学校が三重県の三重高等学校に4対3で勝利し、春夏制覇は果たした2012年（第94回）以来2年ぶり通算4度目の優勝。
- 8月29日 - 2人の死刑囚（武富士弘前支店強盗殺人・放火事件、群馬3人射殺事件）に死刑が執行された。（2014年の国内は3人が執行）[a 203]。
- 8月31日 - 香川県知事選挙は、現職の浜田恵造が再選。
- この月、小島功の漫画『仙人部落』が連載終了。連載期間は、歴代1位の57年11か月で、記録的な連載期間となった。[3][4]。

### 9月
- 9月1日 - 道路交通法改正により、信号機を設置しない、右回りに円形の交差点を通行する環状交差点に関する通行方法が施行された[c 38]。
- 9月3日 - 第2次安倍改造内閣が発足。
- 9月9日 - 光文社は、この日発売予定だった写真週刊誌「FLASH」の一部掲載記事内容に不備があったとして同誌の発売を中止した[a 204]。
- 9月11日
  - 朝日新聞社長が記者会見を行い、5月20日付朝刊で報じた福島第一原発の社員が吉田所長の待機命令に違反し、撤退したとされる取り消し記事を読者と東京電力の関係者に謝罪、同時に慰安婦強制連行の取り消し記事についても謝罪を行った[a 205]。
  - 北海道で集中豪雨。石狩・空知・胆振地方に大雨特別警報発表。台風が関与していない集中豪雨としては初めて特別警報が発表。
  - 特定危険指定暴力団工藤會の最高幹部が逮捕[a 206]。
- 9月27日 - 御嶽山が7年ぶりに噴火。50人以上が死亡し、1991年に発生した雲仙普賢岳の火砕流による犠牲者数を上回る（2014年の御嶽山噴火）[a 207][a 208]。
- 9月29日 - 第187回国会（臨時会）開会。
- この月、みつはしちかこの漫画『小さな恋のものがたり』が連載終了。連載期間は、歴代6位の52年4か月に及んだ[3]。

### 10月
- 10月4日 - 南武線で新型車両E233系8000番台が運用開始。
- 10月5日
  - 典子女王の結婚式[a 209]。
  - 金沢市長選挙は、前職の山野之義が当選であるが、公職選挙法の規定により残り任期が2か月で、11月23日に再び選挙が公示されたが、現職のみ立候補で無投票当選となった。
- 10月6日 - 台風18号が浜松市付近に上陸。
- 10月7日 - ノーベル物理学賞受賞者に赤﨑勇・天野浩・中村修二の3人が決定した[a 210]。
- 10月8日 - 日本全国（先島諸島を除く）で皆既月食、東京では午後7時24分から1時間ほど皆既食が継続する[5]。
- 10月12日 - 22日 - 長崎がんばらんば国体（長崎県・諫早市）
- 10月13日 - 台風19号が枕崎市付近に上陸。
- 10月16日 - 宮崎家族3人殺害事件の被告人に最高裁は上告を棄却、死刑判決が確定する[a 211]。
- 10月20日 - 経済産業大臣小渕優子と、法務大臣松島みどりが辞任した[a 212]。
- 10月24日 - 旧暦で天保暦導入以来初めて閏9月（11月21日まで）が出現した（次回は2109年）。
- 10月26日 - 福島県知事選挙で内堀雅雄氏が初当選。

### 11月
- 11月4日 - 7日 - 持続可能な開発のための教育に関するユネスコ世界会議を岡山県と愛知県で開催[6]。
- 11月9日
  - 新潟市長選挙で篠田昭氏が4選。
  - 第1回福岡マラソン開催[c 39]。
- 11月10日 - 『NARUTO -ナルト-』が週刊少年ジャンプ2014年50号をもって連載が終了。
- 11月13日 - 2007年4月より中止されていたリニア中央新幹線の一般向け試乗会を、リニア実験線にて再開[a 213][a 214]。今後も11月 - 12月にかけて数回行われる予定で、試乗会は来春にも実施する見通し[a 214]。
- 11月16日
  - 沖縄県知事選挙で翁長雄志が現職の仲井眞弘多を抑え当選。
  - 愛媛県知事選挙で中村時広が再選。
  - 福岡市長選挙で高島宗一郎が再選。
  - 熊本市長選挙で大西一史が当選。
  - 那覇市長選挙で城間幹子が当選。
- 11月18日 - 安倍首相が消費税10%を1年半（2017年4月）先送りと、11月21日衆議院解散、12月14日総選挙を表明[a 215]。
- 11月19日 - みんなの党が解党決定[a 216]。
- 11月21日 - 安倍首相が衆議院解散
- 11月22日 - 22:08(JST)頃、長野県北部（北緯36.7度、東経137.9度）でM6.7、最大震度6弱の地震が発生（長野県神城断層地震）[c 40]。
- 11月25日 - 佐賀県知事の古川康が辞職届を提出[a 217]。
- 11月27日 - ユネスコの無形文化遺産に「和紙 日本の手漉和紙技術」が登録された[d 5]。
- 11月30日 - 和歌山県知事選挙は、仁坂吉伸が3選。

### 12月
- 12月2日 - 第47回衆議院議員総選挙公示、定数475人に対して、1191人が立候補[a 218]。
- 12月3日 - 小惑星探査機「はやぶさ2」打ち上げ。
- 12月6日 - 仙台市交通局がICカード「icsca」導入[注 5]。
- 12月12日 - 今年の漢字は「税」となった[a 219]。
- 12月13日
  - 横浜国際総合競技場にて、第94回天皇杯全日本サッカー選手権決勝開催。同大会の決勝が国立霞ヶ丘競技場陸上競技場以外で開催されるのは1967年以来47年ぶり、元日以外に開催されるのは1968年以来46年ぶり。優勝はガンバ大阪。
  - 東九州自動車道の行橋ICからみやこ豊津ICまでの区間が開通。
- 12月14日
  - 第47回衆議院議員総選挙投開票[注 6]。
    - 結果は、与党の自民党、公明党両党が計326議席を獲得し勝利。一方野党は民主党は73議席を獲得も代表である海江田万里が小選挙区で敗れ、比例復活もかなわず落選[注 7][a 220]。日本共産党は、小選挙区にて18年ぶりに議席を獲得、比例代表でも20議席を獲得し、計21議席と躍進した。社会民主党は公示前の2議席を維持。維新の党は公示前の42から41（1人は不出馬）とほぼ変わらず、次世代の党は19から2、生活の党も5から2にそれぞれ減らした。

  - 茨城県議会議員選挙
- 12月15日 - 前日の衆院選で落選した民主党代表・海江田万里が記者会見を開き、民主党代表を辞任することを表明[a 221]。
- 12月17日 - リニア中央新幹線の安全祈願式が品川駅と名古屋駅で行われ、2027年の開業へ向けての建設が開始[a 222]。
- 12月18日- 翌年9月末までの予定で国立競技場(南工区)の解体工事開始（北工区は24日から）[a 223][b 8]。新しい競技場は2019年3月（2020年東京オリンピック対応）の完成を目指す。（当初は2014年7月からであったが、入札不調で延期未定であった。）
- 12月20日 - 東京駅開業100周年記念Suicaが同駅で数量限定発売。購入希望者が駅に殺到し場内が混乱したため2時間半で販売を中止した[a 224]。
- 12月21日 - 宮崎県知事選挙で、河野俊嗣氏が再選[d 6][a 225]。
- 12月24日 - 第188回特別国会召集。第3次安倍内閣が発足
- 12月29日 - 佳子内親王が成人になる。
- 12月30日 - KEIRINグランプリ、西日本での初開催。（岸和田競輪場）
- 12月31日 - 毎日新聞朝刊に1974年から連載されてきた東海林さだおの4コマ漫画『アサッテ君』がこの日掲載の第13,749回を以って終了、40年余に亘る歴史に幕。

## 社会

### イベント・行事
9月19日20日の2日間に渡り、ジャニーズ事務所所属のアイドルグループ・嵐の15周年記念としてハワイオアフ島・ホノルル郊外でライブが行われた。

## 自然科学

### ノーベル賞
青色発光ダイオード (LED) の開発に携わった赤﨑勇（名城大学終身教授）、天野浩（名古屋大学教授）、中村修二（米カリフォルニア大学サンタバーバラ校教授、アメリカ国籍）の3人がノーベル物理学賞を受賞した。青色LEDは消費電力が少ないLED照明の開発にも繋がっており、あかりの変革（省エネ化）とそれによる地球環境の保全に貢献したことが評価されている。

## 天候・天災・観測等
- 1月は北日本から西日本の太平洋側で晴天が多く、西日本と沖縄・奄美地方では統計開始（1946年）以来最多の月日照時間を記録、また沖縄・奄美地方では月降水量も統計開始以来最少となった[b 9]。一方、降雪量は1月を通して北日本と山陰地方の一部を除き平年並みか少なかったが[b 9]、2月に入ると本州の南岸を低気圧が進行したことにより[a 227]、関東・甲信地方を中心として2週連続の大雪となった[注 8]（平成26年の大雪）。
- 6月の九州以北の梅雨入り後、同月中東海地方以西では鹿児島県など九州の南部を除き[a 230]平年に比べ小雨な状態が続き、京都市、神戸市、浜松市などでは同月の過去最少雨量記録を更新するほどであったが[a 231]、一方、関東地方では、東京都で1985年以来29年ぶりに月間降雨量が300mmを越える観測史上8位の多雨となったほか、宇都宮市、前橋市、秩父市、千葉市で統計史上2番目に雨が多い6月となるなど、各地で例年の2-3倍の雨量を記録する多雨となった[a 230]。6月24日には、東京都西部を中心に雹が降り、三鷹市などでは数十センチ積もり重機での除去が必要になるほどとなったほか、道路の冠水や建物の浸水などの被害も発生した[a 232]。
- 8月には広島県を中心に豪雨などにより土砂災害が発生（平成26年8月豪雨）。
- 9月27日には御嶽山（長野県・岐阜県）にて、1979年以来の噴火が発生（詳細は「2014年の御嶽山噴火」を参照）[a 233]。

## 文化と芸術

### 流行

#### 流行語
ユーキャン新語・流行語大賞
以下に本年の受賞語を列記する。なお、肩書きや役職などは受賞当時のものである。
- 年間大賞
  - 「ダメよ〜ダメダメ」（日本エレキテル連合）
  - 集団的自衛権（受賞者辞退）
- トップテン入賞
  - 「ありのままで」（ディズニー『アナと雪の女王』チーム、同映画の主題歌『レット・イット・ゴー』は日本語において「ありのままで」と訳された）
  - カープ女子（石田敦子 〈漫画『球場ラヴァーズ』作者〉/大井智保子・古田ちさこ・天野恵 〈カープ女子神3 (スリー)〉）
  - 壁ドン（映画『L♥DK』、萌えシチュエーションとしての初出は声優の新谷良子の発言とされ、渡辺あゆの少女漫画『L♥DK』およびその映画化で一気に広まった）
  - 危険ドラッグ（古屋圭司 〈衆議院議員・元国家公安委員長）〉、いわゆる「脱法ドラッグ」に対する新たな呼称として一般公募を行い選定された[注 9]）
  - 「ごきげんよう」（美輪明宏 〈歌手・俳優〉、NHKの連続テレビ小説『花子とアン』にて締めの語りで美輪が毎回言う「ごきげんよう、さようなら」より）
  - マタハラ（杉浦浩美 〈『働く女性とマタニティ・ハラスメント』著者・立教大学社会福祉研究所特任研究員〉、職場などでの妊娠や出産者に対する嫌がらせ）
  - 妖怪ウォッチ（日野晃博 〈レベルファイブ社長・『妖怪ウォッチ』クリエイティブプロデューサー (企画・シナリオ原案)〉）
  - レジェンド（葛西紀明 〈土屋ホームスキー部・スキージャンプ選手〉、青木功 〈プロゴルファー〉、山本昌広 〈中日ドラゴンズ投手・左腕投手〉）

### 文化
- 和紙（「石州半紙」、「本美濃紙」、「細川紙」の三つで構成）が無形文化遺産に登録された。日本に関連するものでは、前年の和食に続いての登録となった。

### 建築

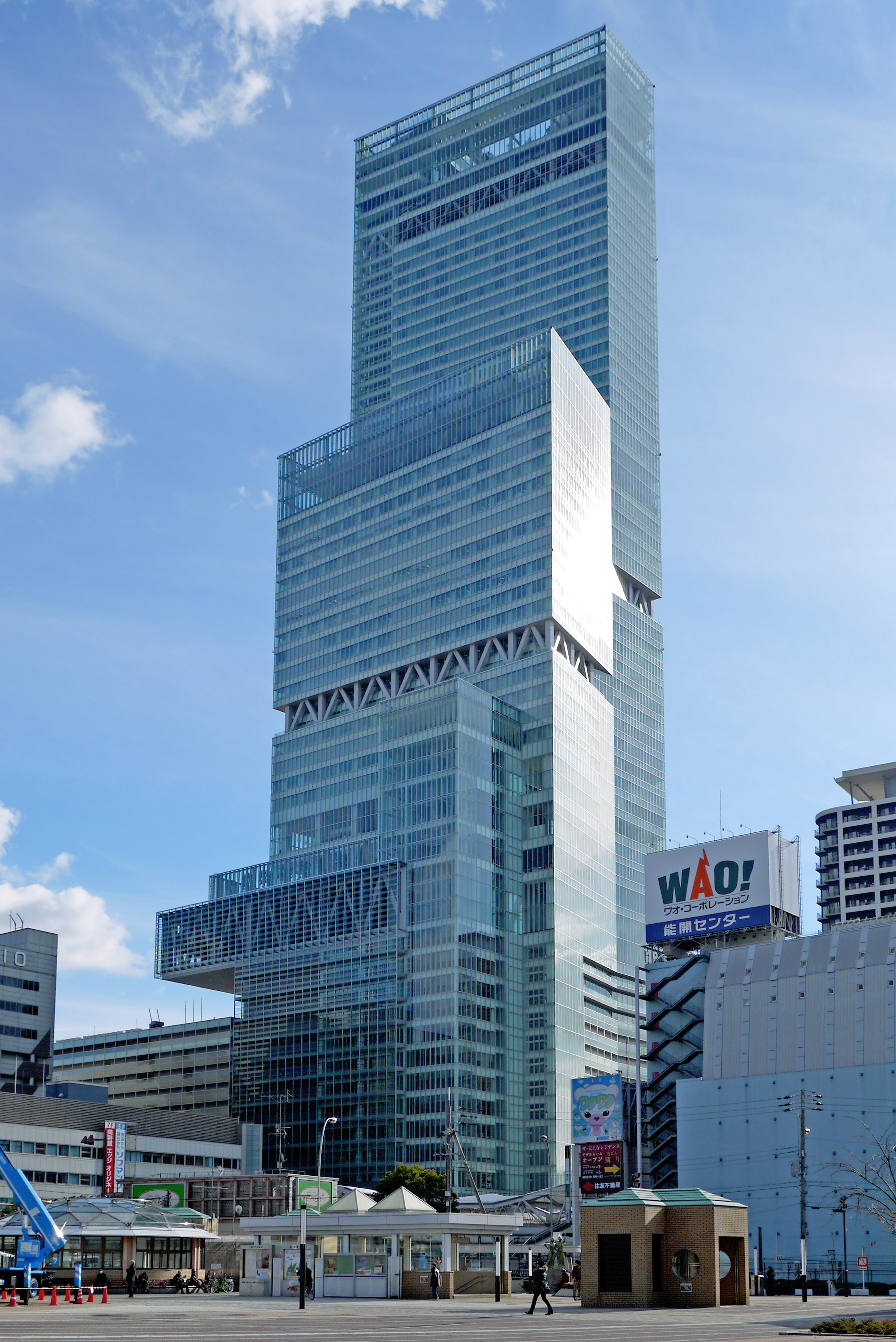
あべのハルカス

竣工
- 3月7日 - あべのハルカス

解体

### 音楽
- 1月15日 - 『光のなかに立っていてね』（銀杏BOYZ）。同アルバムに『ぽあだむ』収録。
- 2月12日 - 『Faith』（miwa）
- 2月26日 - 『BABYMETAL』（BABYMETAL）。第7回「CDショップ大賞」大賞。
- 3月12日 - 『ray feat. HATSUNE MIKU』（BUMP OF CHICKEN）
- 3月18日 - 『レット・イット・ゴー〜ありのままで』（松たか子）。アニメ映画『アナと雪の女王』で使用。
- 3月19日 - 『AFTER HOURS』（シャムキャッツ）
- 4月2日 - 『愛はおしゃれじゃない』（岡村靖幸 w 小出祐介）
- 4月23日 - 『YANKEE』（米津玄師）。同アルバムに『アイネクライネ』収録。
- 4月23日 - 『ボカロ三昧』（和楽器バンド）
- 4月30日 - 『GUTS !』（嵐）
- 4月30日 - 『ゲラゲラポーのうた』（キング・クリームソーダ）。テレビアニメ『妖怪ウォッチ』オープニングテーマ。
- 5月21日 - 『ラブラドール・レトリバー』（AKB48）
- 5月28日 - 『ナマで踊ろう』（坂本慎太郎）
- 6月25日 - 『R.Y.U.S.E.I.』（三代目 J Soul Brothers from EXILE TRIBE）
- 7月16日 - 『LISTEN TO THE MUSIC』（Shiggy Jr.）
- 7月30日 - 『Mighty Long Fall』（ONE OK ROCK）
- 8月6日 - 『ひまわりの約束』（秦基博）。東宝系3DCGアニメ映画『STAND BY ME ドラえもん』主題歌。
- 8月6日 - 『猟奇的なキスを私にして』（ゲスの極み乙女。）
- 8月13日 - 『Darling』（西野カナ）
- 9月10日 - 『東京VICTORY』（サザンオールスターズ）
- 9月17日 - 『THE PIER』（くるり）
- 9月24日 - 『オドループ』（フレデリック）
- 10月15日 - 『Dragon Night』（SEKAI NO OWARI）
- 10月22日 - 『MONSTER DANCE』（KEYTALK）
- 10月29日 - 『フェイクワールドワンダーランド』（きのこ帝国）
- 11月5日 - 『日出処』（椎名林檎）。同アルバムに『NIPPON』収録。
- 11月5日 - 『私を鬼ヶ島に連れてって』（水曜日のカンパネラ）
- 11月19日 - 『光るなら』（Goose house）。フジテレビ系「ノイタミナ」アニメ『四月は君の嘘』オープニングテーマ。
- 11月26日 - 『シルエット』（KANA-BOON）。テレビ東京系アニメ『NARUTO -ナルト- 疾風伝』16代目オープニングテーマ。

### 演劇
歌舞伎
宝塚歌劇団

### 映画
- 1月25日 - 小さいおうち（監督：山田洋次）
- 3月1日 - 愛の渦（監督：三浦大輔）
- 4月19日 - そこのみにて光輝く（監督：呉美保、主演：綾野剛）
- 4月26日 - テルマエ･ロマエII（監督：武内英樹）
- 5月10日 - WOOD JOB! 〜神去なあなあ日常〜（監督：矢口史靖）
- 5月17日 - 野のなななのか（監督：大林宣彦）
- 5月24日 - ぼくたちの家族（監督：石井裕也）
- 6月14日 - 私の男（監督：熊切和嘉）
- 6月21日 - 超高速!参勤交代（監督：本木克英）
- 6月28日 - 呪怨 終わりの始まり（監督：落合正幸）
- 8月1日 - るろうに剣心 京都大火編（監督：大友啓史）
- 9月13日 - るろうに剣心 伝説の最期編（監督：大友啓史）
- 10月4日 - 蜩ノ記（監督：小泉堯史）
- 11月8日 - 0.5ミリ（監督・脚本：安藤桃子、主演：安藤サクラ）
- 11月15日 - 紙の月（監督：吉田大八、主演：宮沢りえ）
- 12月20日 - 百円の恋（監督：武正晴、主演：安藤サクラ）

### テレビ

#### ドラマ
- 大河ドラマ『軍師官兵衛』
- 1月 - 3月 『僕のいた時間』（フジテレビ系水10）
- 2月22日 『時は立ちどまらない』（テレビ朝日系スペシャルドラマ）。ギャラクシー賞優秀賞。
- 3月 - 9月 NHK連続テレビ小説『花子とアン』
- 4月 - 6月 『続・最後から二番目の恋』（フジテレビ系木曜劇場）
- 4月 - 6月 『死神くん』（テレビ朝日系金曜ナイトドラマ）。ギャラクシー賞マイベストTV賞。
- 4月 - 6月 『花咲舞が黙ってない』（日本テレビ系水曜ドラマ）
- 4月 - 6月 『BORDER 警視庁捜査一課殺人犯捜査第4係』（テレビ朝日系木曜ドラマ）
- 4月 - 6月 『ルーズヴェルト・ゲーム』（TBS系日曜劇場）
- 7月 - 9月 『アオイホノオ』（テレビ東京系ドラマ24）
- 7月 - 9月 『HERO（第2期）』（フジテレビ系月9）
- 9月 - 2015年3月 NHK連続テレビ小説『マッサン』
- 10月 - 12月 『Nのために』（TBS系金曜ドラマ）
- 10月 - 12月 『きょうは会社休みます。』（日本テレビ系水曜ドラマ）
- 10月 - 12月 『ドクターX〜外科医・大門未知子〜　第3期』（テレビ朝日系木曜ドラマ）
- 10月 - 12月 『信長協奏曲』（フジテレビ系月9）

#### 『笑っていいとも!』の終了
- 『森田一義アワー 笑っていいとも!』が1月14日放送分で、放送回数8000回を達成。タモリが久しぶりに火曜レギュラー陣、ゴスペラーズと共にオープニングを歌った。「テレフォンショッキング」には、1985年2月25日以来、29年ぶりにとんねるずが出演し、その場でレギュラーになることが発表された[a 234]。
- 1月28日には2ヵ月後の3月31日に最終回を迎えることが発表された。最終回当日は正午にスタジオアルタから通常放送の最終回（第8054回）の生放送に加え、ゴールデンタイムの時間帯にお台場・フジテレビから『笑っていいとも!グランドフィナーレ特大号（当時の仮称）』を生放送する予定であることも同時に公表されている。
- 2月14日、お笑いタレント・萩本欽一が「テレフォンショッキング」のテレフォンゲストとして、当番組に初出演を果たす[a 235]。これにより萩本とタモリのツーショットトークが実現した。
- 2月19日、「テレフォンショッキング」のテレフォンゲストとして、10年ぶりにナインティナインがコンビで出演した。岡村隆史がタモリと番組チーフプロデューサーと相談した上、その場でとんねるずと同様の不定期レギュラーとして加入が決定した。なお相方の矢部は、「嫁が今、大事な時期だから見守っててあげたい」と渋々断った。

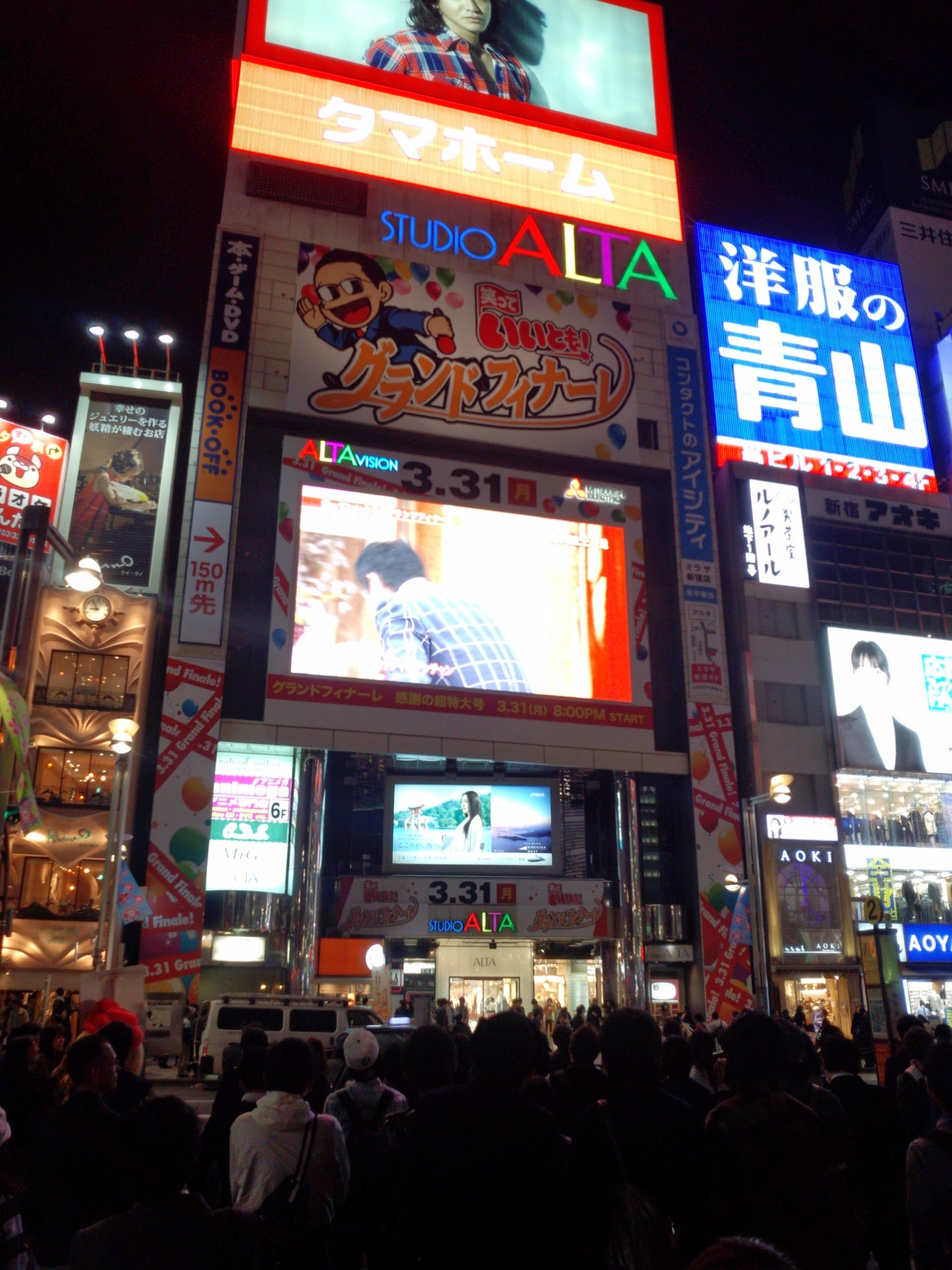
アルタビジョンに映し出される“グランドフィナーレ 感謝の超特大号”の放送を眺める人たち（2014年3月31日午後9時ごろ、新宿アルタ前にて）

- 3月5日、「テレフォンショッキング」のテレフォンゲストとして女優の天海祐希が登場。突然、携帯電話のコール音が響き、トークを中断するハプニングがあった[a 236]。
- 3月12日、お笑いタレントの江頭2:50が突如、スタジオに登場し、客席に飛び込むなど大暴れした。江頭が現れたのは冒頭の「真のあだ名を付けまSHOW! 直感あだ名コンテスト」というコーナーが終わりかけた時。コーナーの3人目に伊藤一朗（ELT）が登場、爆笑問題の太田光に「うたわない方」と命名された瞬間、スタジオ後方から「ちょっと待ったぁ!」と怒鳴り声がした。なお、スタジオアルタへの乱入は13年ぶりで、江頭曰く「橋田壽賀子にキスして出入り禁止になって以来!」と話し、「いいとも!終わる前に出られてよかった」と喜んだ。
- 3月17日、歌手の和田アキ子が「テレフォンショッキング」の最多出演（男女共通・22回目）を果たした。
- 3月18日のオープニングから最終回までの残り回数が表示される。
- 3月21日（春分の日）、内閣総理大臣の安倍晋三が「テレフォンショッキング」のゲストとして生出演を果たした。現役の首相で初めて出演した安倍は、バラエティー番組及びタモリについて「無形文化財だと思う」と述べた。一方でこのときアルタ周辺では、出演に反対する人々が抗議のデモ行動を起こした。
- 3月24日、エンディングで3月31日の通常放送最終回とゴールデン枠に生放送が予定されている『笑っていいとも!グランドフィナーレ感謝の超特大号』の番組宣伝が行われた。
- 3月31日、最終回の「テレフォンショッキング」ではテレフォンゲストとしてビートたけしを迎えた[a 237]。番組最後の言葉はいつも通り「それじゃあまた、明日も見てくれるかな?」「いいとも!」と発し、31年半におよぶ番組の幕を閉じた（8054回で放送を終了）。最終回の平均視聴率は16.3%を記録。
- また、同日夜には『笑っていいとも!グランドフィナーレ 感謝の超特大号』を放送。タモリの他に笑福亭鶴瓶、明石家さんま、とんねるず、ダウンタウン、ウッチャンナンチャン、爆笑問題、ナインティナインという普段あまり共演することがないお笑いタレントの面々が一つの画面で共演するという歴史的瞬間を迎えた。この特番の平均視聴率は28.1%（瞬間最高視聴率33.4%）を記録した。

#### お笑い
コンテスト番組の優勝者
- 上方漫才大賞
  - 笑い飯（吉本興業）
- NHK上方漫才コンテスト
  - 和牛（吉本興業）
- ABCお笑いグランプリ
  - 天竺鼠（吉本興業）
- オンバト+ チャンピオン大会（NHK、2013年度）
  - ジグザグジギー（マセキ芸能社）
- THE MANZAI（フジテレビ系）
  - 博多華丸・大吉（吉本興業）
- R-1ぐらんぷり（フジテレビ系）
  - やまもとまさみ（佐藤企画）
- キングオブコント（TBS系）
  - シソンヌ（吉本興業）

### アニメ
アニメーション映画
- 2月8日 - THE IDOLM@STER MOVIE　輝きの向こう側へ!（監督：錦織敦史）
- 2月8日 - 劇場版 TIGER & BUNNY-The Rising-（監督：米たにヨシトモ）
- 3月8日 - ドラえもん 新・のび太の大魔境 〜ペコと5人の探検隊〜（監督：八鍬新之介）
- 3月15日 - 映画 プリキュアオールスターズNewStage3 永遠のともだち（監督：小川孝治）※プリキュアシリーズ10周年記念作品。
- 4月19日 - クレヨンしんちゃん ガチンコ!逆襲のロボとーちゃん（監督：髙橋渉） ※文化庁メディア芸術祭アニメーション部門優秀賞
- 4月19日 - 名探偵コナン 異次元の狙撃手（監督：静野孔文）
- 4月26日 - たまこラブストーリー（監督：山田尚子）
- 7月12日 - 劇場版 K MISSING KINGS（監督：鈴木信吾）
- 7月19日 - 思い出のマーニー（監督：米林宏昌）
- 7月19日 - ポケモン・ザ・ムービーXY 破壊の繭とディアンシー（監督：湯山邦彦）
- 8月8日 - STAND BY ME ドラえもん（監督：八木竜一、山崎貴）
- 12月20日 - 映画 妖怪ウォッチ 誕生の秘密だニャン!（監督：ウシロシンジ、髙橋滋春）

テレビアニメ
放送開始月を記載
- 1月 - スペース☆ダンディ
- 1月 - ニセコイ
- 1月 - ノラガミ
- 4月 - ご注文はうさぎですか?
- 4月 - ジョジョの奇妙な冒険 2nd Season『スターダストクルセイダース』
- 4月 - ノーゲーム・ノーライフ
- 4月 - ハイキュー!!
- 4月 - 魔法科高校の劣等生
- 4月 - ラブライブ!（第2期）
- 7月 - アルドノア・ゼロ
- 7月 - 月刊少女野崎くん
- 7月 - 少年ハリウッド -HOLLY STAGE FOR 49-
- 7月 - ソードアート・オンラインII
- 7月 - 東京喰種トーキョーグール
- 7月 - ばらかもん
- 7月 - Free!-Eternal Summer-
- 10月 - 四月は君の嘘
- 10月 - SHIROBAKO
- 10月 - Fate/stay night [Unlimited Blade Works]

OVA

### ゲーム

#### コンピューターゲーム
アーケードゲーム
テレビゲーム
- 2月22日 - ソニー・コンピュータエンタテインメントが家庭用ゲーム機「PlayStation 4」を日本で発売（日本国外では前年11月より順次発売されていた）。
- 9月4日 - マイクロソフトが家庭用ゲーム機「Xbox One」を日本で発売（北米や欧州の一部地域などでは前年11月に発売していた）。

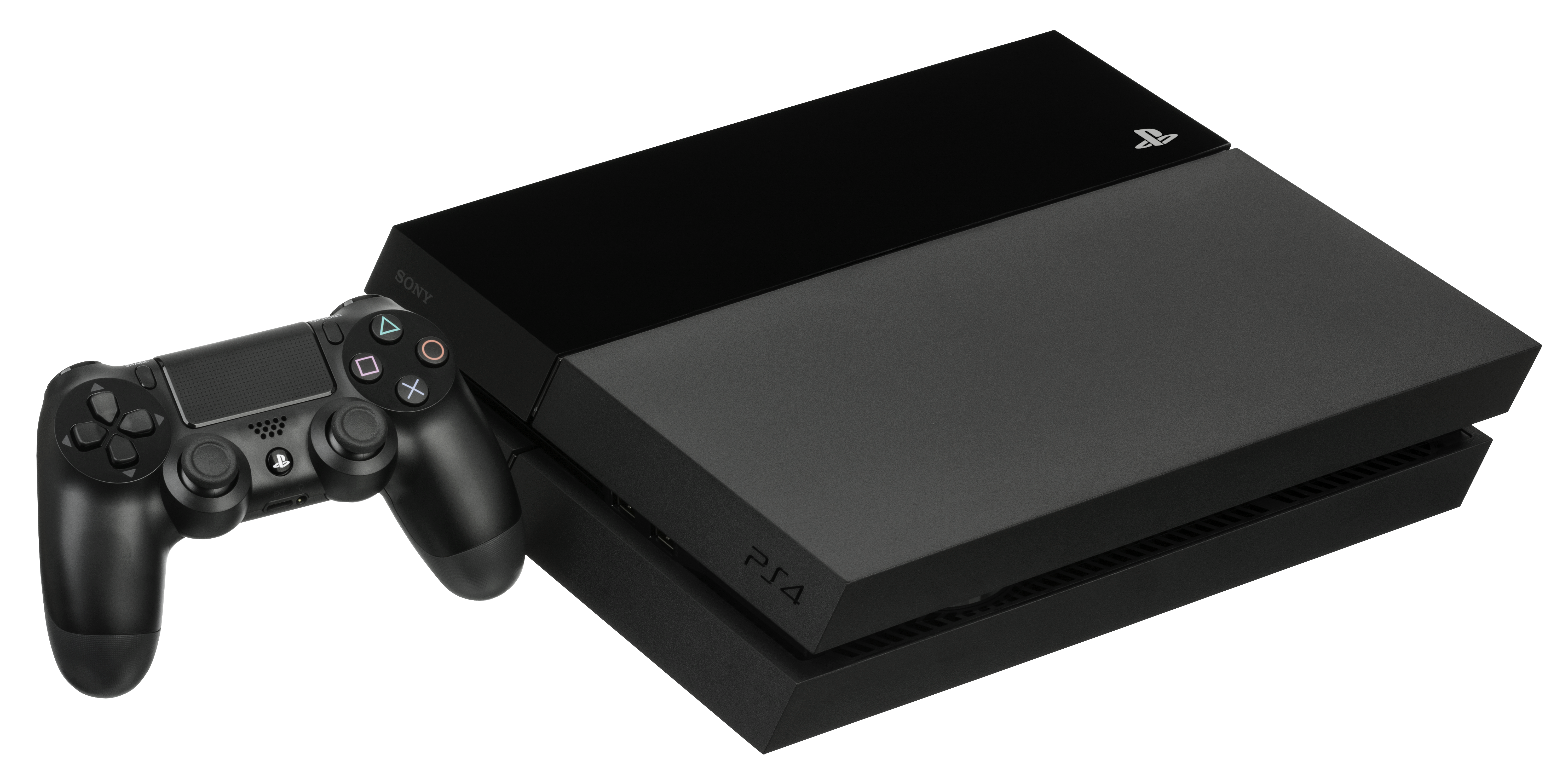
PlayStation 4 本体とコントローラ
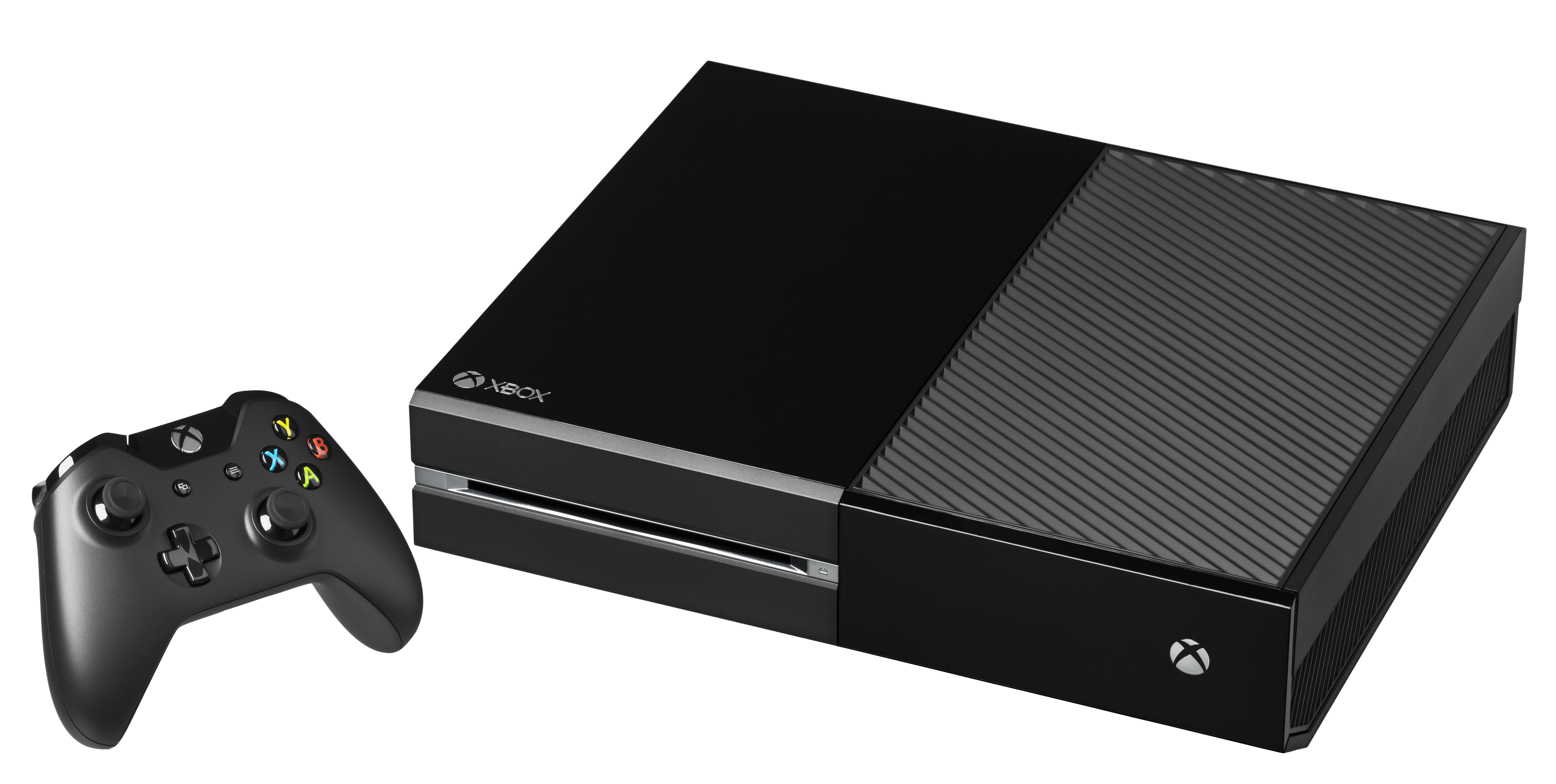
Xbox One 本体とコントローラ

携帯型ゲーム
- 10月11日 - 任天堂が携帯型ゲーム機「ニンテンドー3DS」のマイナーチェンジモデルとなる「Newニンテンドー3DS」を発売。

## スポーツ

### 総合競技大会
- 第69回国民体育大会（長崎がんばらんば国体）
- 第14回全国障害者スポーツ大会（長崎がんばらんば大会）

#### 冬季オリンピック・パラリンピック
冬季オリンピック・パラリンピックがロシアのソチで開催された。日本からも多数のアスリートが出場している。
- 第22回冬季オリンピック（ソチ）

- 第11回冬季パラリンピック（ソチ）

### 各競技

#### モータースポーツ
- 全日本選手権スーパーフォーミュラ - 中嶋一貴
- 全日本F3選手権 - 松下信治
- SUPER GT
  - GT500 - 松田次生、ロニー・クインタレッリ
  - GT300 - 谷口信輝、片岡龍也

## 誕生
誕生した事に特筆性のある人物等（世襲制の跡継ぎや動物の繁殖例など）を記載しています。
それ以外については、カテゴリ:2014年生を参照してください。また日本以外については、2014年#誕生を参照してください。

### 1月
- 1月13日 - 嶋田鉄太、子役
- 1月22日 - 森優理斗、子役

### 2月
- 2月17日 - 鳴海竜明、子役、声優

### 3月
- 3月14日 - 落井実結子、子役
- 3月14日 - 西川玲、子役

### 4月
- 4月1日 - 高木波瑠、子役
- 4月30日 - 西村瑞季、子役

### 5月
- 5月8日 - 廣末裕理、子役
- 5月27日 - 笹本旭、子役

### 6月
- 6月20日 - マイカ・ピュ、子役
- 6月20日 - 沖田絃乃、子役

### 8月
- 8月17日 - 小山蒼海、子役

### 11月
- 11月8日 - 中村羽叶、子役
- 11月22日 - 野田あかり、子役

### 人物以外
- 4月4日 - ディアドラ、競走馬
- 5月13日 - キセキ、競走馬
- 12月2日 - 桜浜
- 12月2日 - 桃浜